# 영웅석

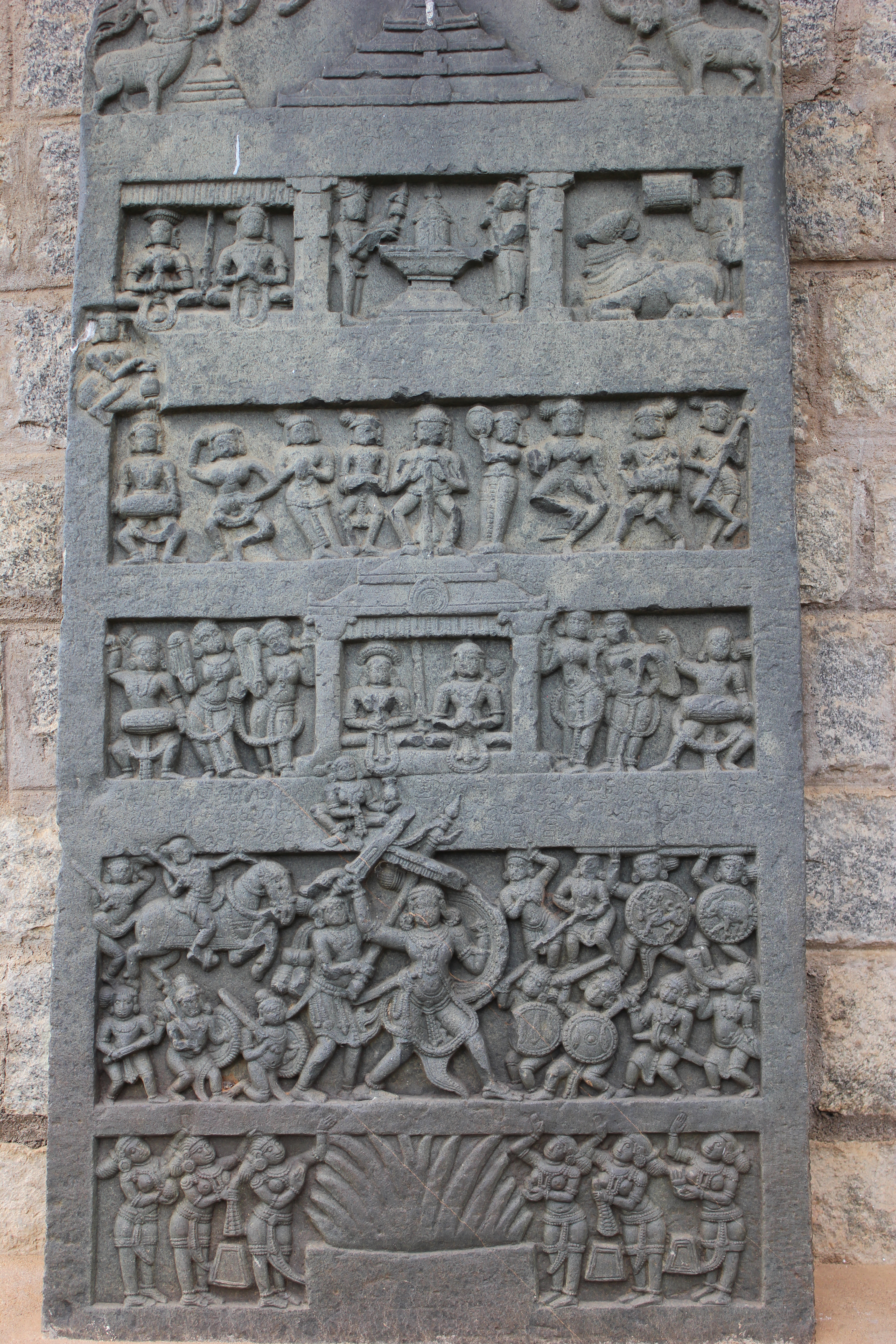
카르나타카주 시모가 지구 케다레슈바라 사원, 발리가비에 있는 야다바 왕 라마찬드라의 통치 기간인 1286년 세기 옛 칸나다어 비문이 새겨진 영웅석

영웅석(칸나다어: ವೀರಗಲ್ಲುಗಳು, 타밀어: நடுகல்)은 전투에서 영웅의 명예로운 죽음을 기리는 기념물이다. 기원전 1천년기 후반부터 서기 18세기 사이에 세워진 영웅석은 인도 전역에서 발견된다. 이들은 종종 비문과 부조 패널, 프리즈, 조각된 돌 조각상 등 다양한 장식을 포함한다. 보통 돌 기념물 형태로 되어 있으며, 하단에 전투 이야기를 담은 비문이 있을 수 있다. 이러한 기념 영웅석 중 가장 초기의 것으로 가장 오래된 것은 인도 타밀나두주에서 발견되며, 2400년 이상 된 기원전 4세기의 것이다. 역사가 우핀더 싱에 따르면, 이러한 기념석이 가장 많이 밀집된 곳은 인도 카르나타카주이다. 약 2650개의 영웅석이 발견되었으며, 카르나타카에서 가장 초기의 것은 서기 5세기로 거슬러 올라간다. 기념석을 세우는 관습은 철기 시대(기원전 400년)로 거슬러 올라가지만, 대다수는 기원전 4세기부터 서기 13세기 사이에 세워졌다.

## 설명

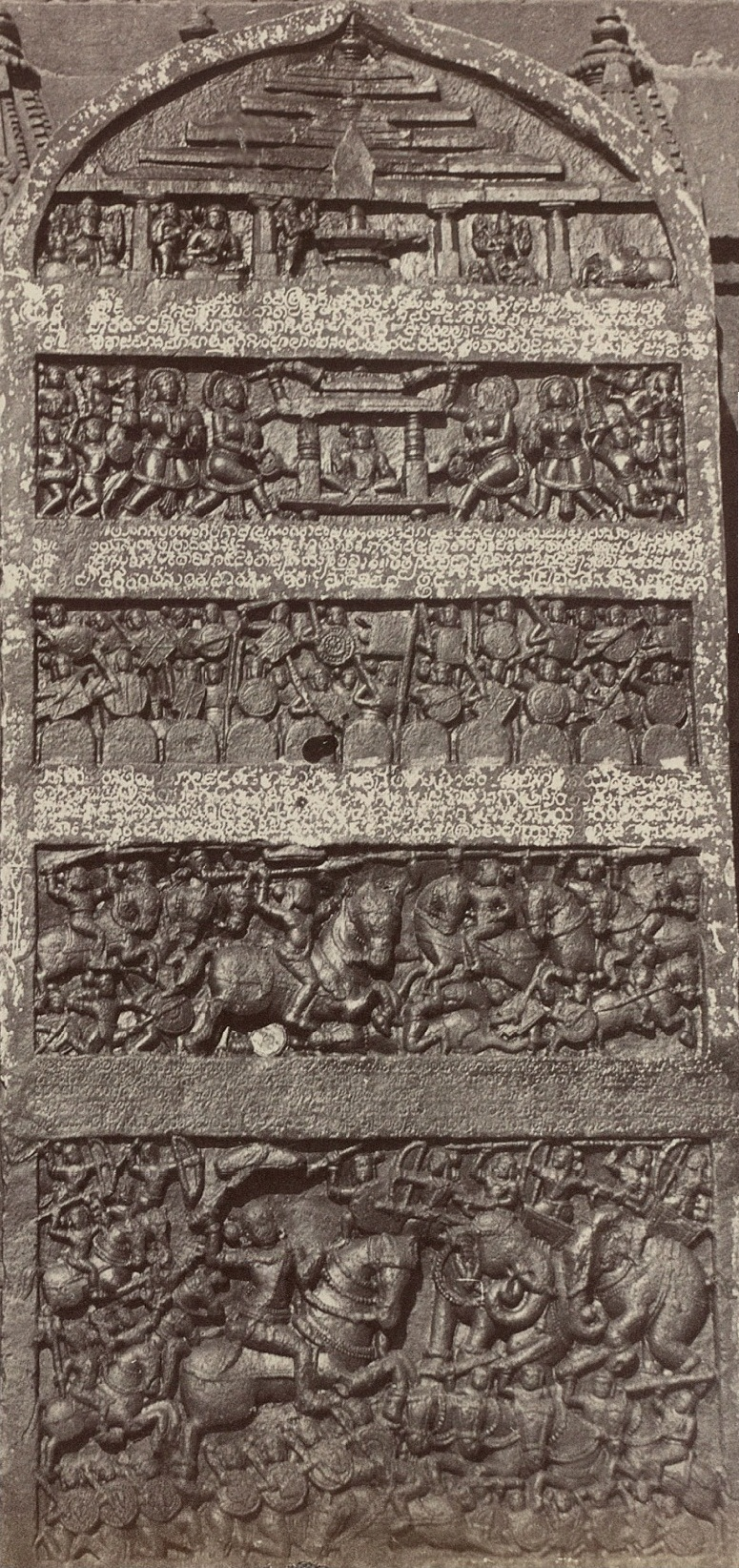
12세기 옛 칸나다어 비문이 새겨진 다섯 패널의 비라갈

영웅석은 보통 세 개의 패널로 나뉘지만, 경우에 따라 사건에 따라 네 개 또는 다섯 개의 패널로 나뉘기도 했다. 상단 패널에는 시바 링가, 비슈누, 가자 락슈미 또는 자이나교 티르탕카라와 같은 신을 숭배하는 인물이 묘사되어 있고, 중간 패널에는 때때로 가마나 신전에 앉아 압사라(천상의 님프)에 의해 하늘로 올려지는 영웅이 묘사되어 있으며, 하단 패널에는 전투 장면이 표시되어 있다. 가장 큰 비라갈루 중 하나는 약 12피트 높이로, 베타게리, 카르나타카주에서 발견된다. 타밀나두주 고고학부에서는 공동체나 지역을 지키다 목숨을 바친 전사들을 기리기 위해 세워진 수백 개의 영웅석을 발견했다. 비문이 새겨진 영웅석은 영웅의 행위, 전투, 그리고 전투를 벌인 왕의 이름을 이야기한다. 이 돌들은 단독으로 또는 그룹으로 발견되며, 종종 마을 밖의 관개 저수지나 호수 근처에 있다. 9세기 팔라바 왕조 단티바르만 왕 시대의 영웅석 하나는 아름답게 차려입고 창을 든 채 질주하는 말을 탄 영웅을 묘사한다. 다른 하나는 우실람파티 탈루크의 파파파티에서 발견되었으며, 아마도 18세기의 것으로 추정된다. 이 돌은 영웅적으로 포즈를 취한 전사와 꽃을 든 그의 아내를 보여준다. 영웅석 제작은 2600년 전으로 거슬러 올라가는 상감 시대부터 시작되어 19세기경 나야카 시대와 후기 나야카 시대까지 계속되었다. 2014년 3월, 8세기 판디아 왕조 지역에서 바텔루투 문자로 된 타밀 비문이 새겨진 영웅석이 투투쿠디구의 벨라랑코타이에서 발견되었다. 또 다른 영웅석은 마을로 들어온 소를 잡아먹던 표범을 죽인 남편을 기리기 위해 한 여성이 설치한 것이다. 2017년에는 전투에 나서는 전사-여성들을 기리기 위해 세워진 희귀한 영웅석 두 점이 발견되었는데, 이는 13세기로 거슬러 올라간다.
영웅석은 항상 인물을 기리기 위해 만들어진 것은 아니었다. 아타쿠르 비문(아타쿠르라고도 철자가 쓰임)이 그러한 영웅석 중 하나이다. 이 비문은 서기 939년으로 거슬러 올라가며, 서부 강가 왕조의 부투가 2세 왕이 가장 아끼던 사냥개가 멧돼지와 싸우다 죽은 것을 기념하는 고전 칸나다어 시적 비문을 포함한다.

## 갤러리

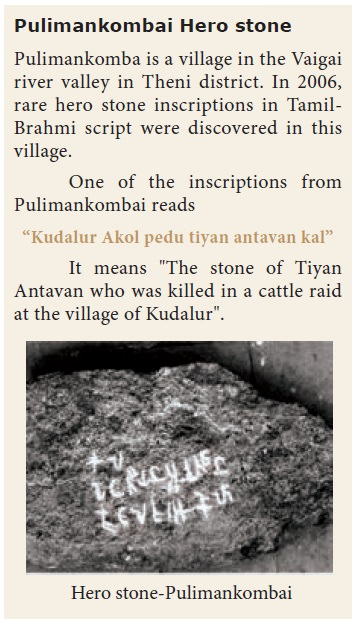
기원전으로 추정되는 영웅석. 타밀나두주 테니 지구 타밀 상감 시대의 타밀-브라흐미 문자 비문
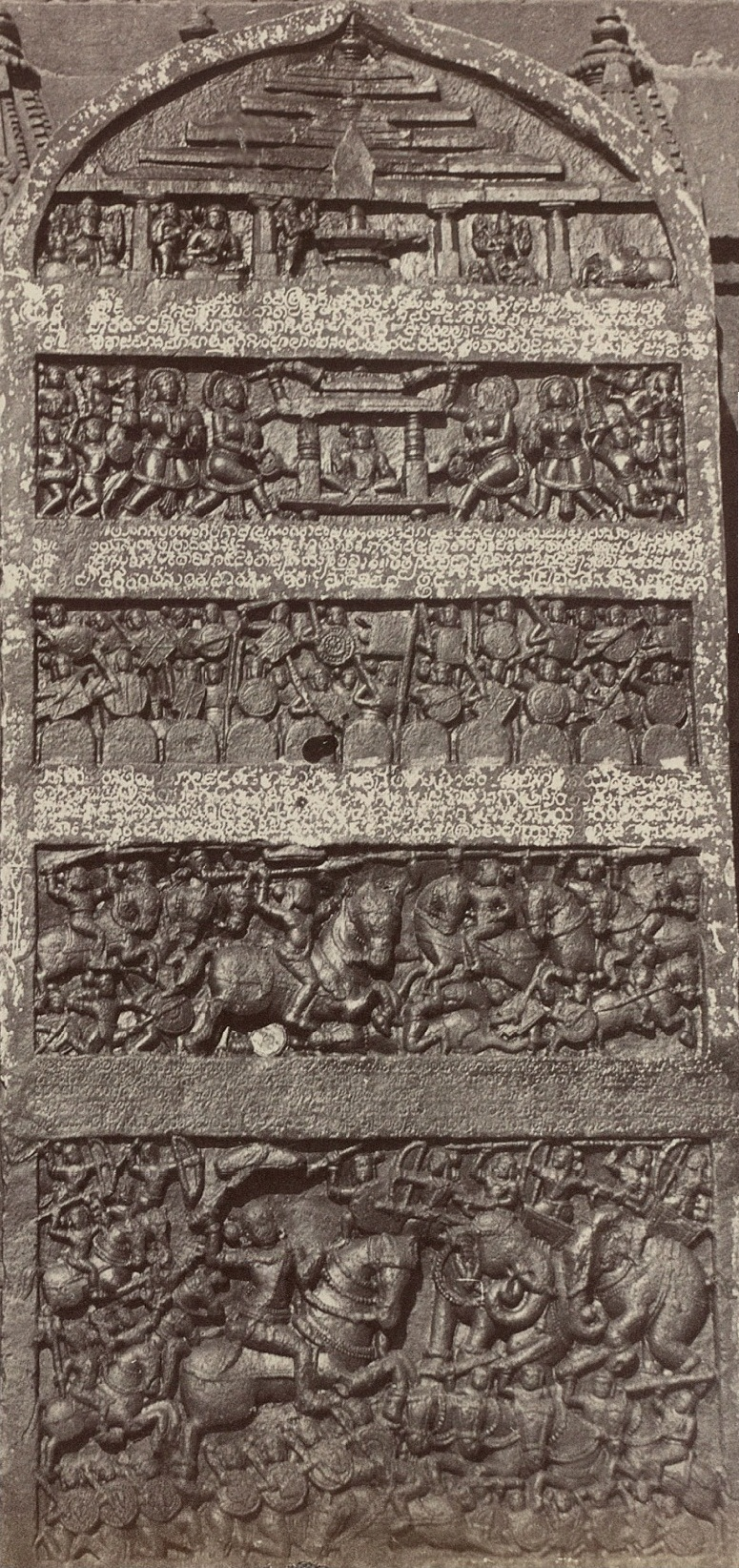
12세기 옛 칸나다어 비문이 새겨진 항갈 타라케슈바라 사원의 영웅석, 카르나타카주
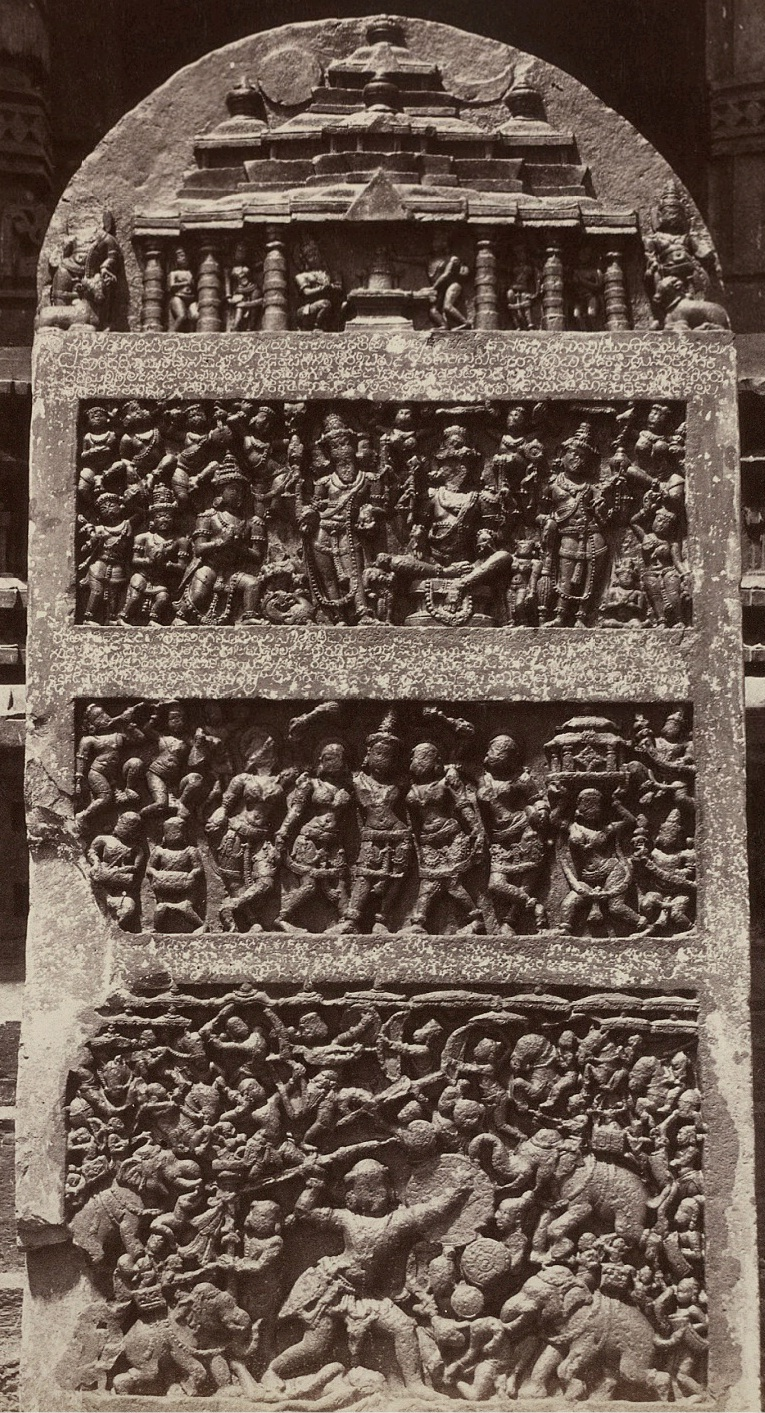
12세기 옛 칸나다어 비문이 새겨진 항갈 타라케슈바라 사원의 영웅석, 카르나타카주
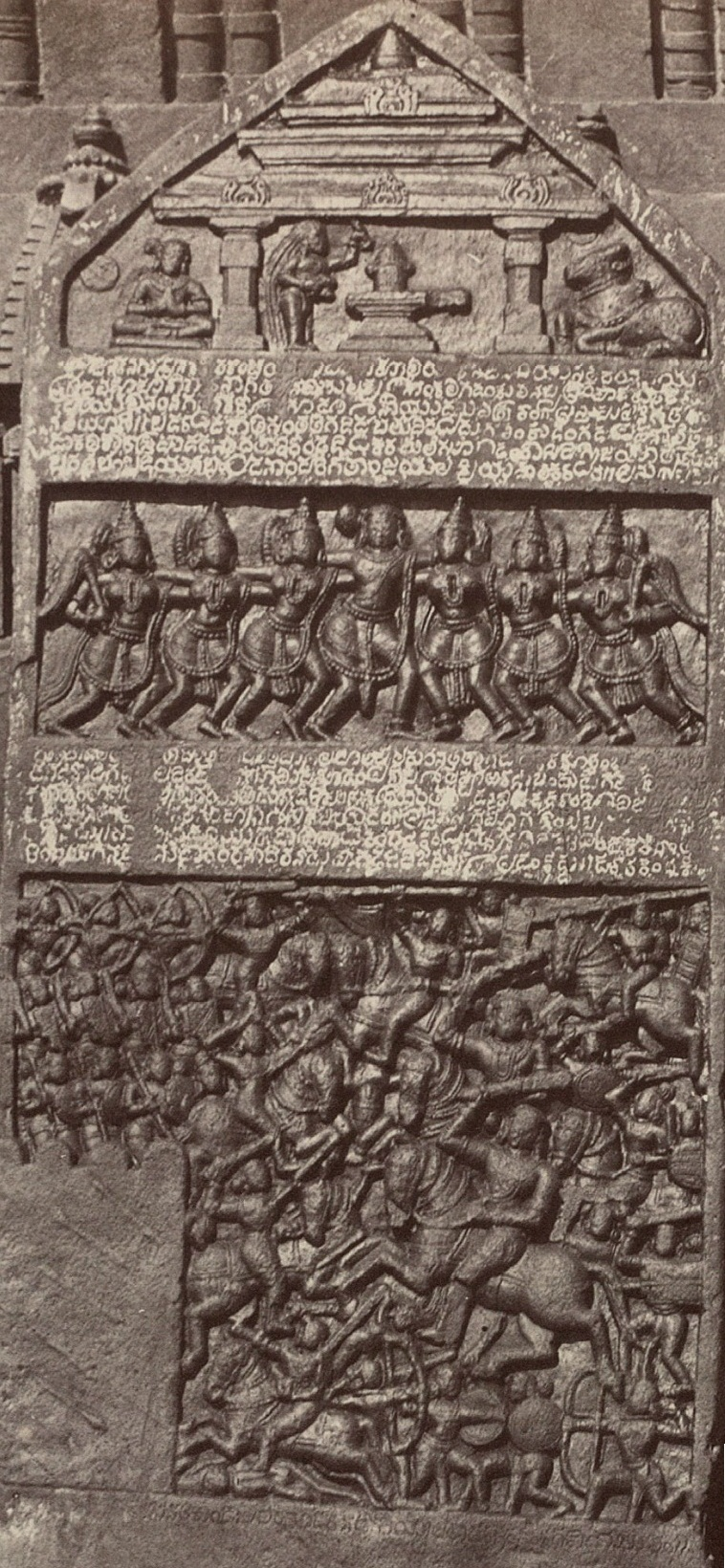
12세기 옛 칸나다어 비문이 새겨진 항갈 타라케슈바라 사원의 영웅석, 카르나타카주
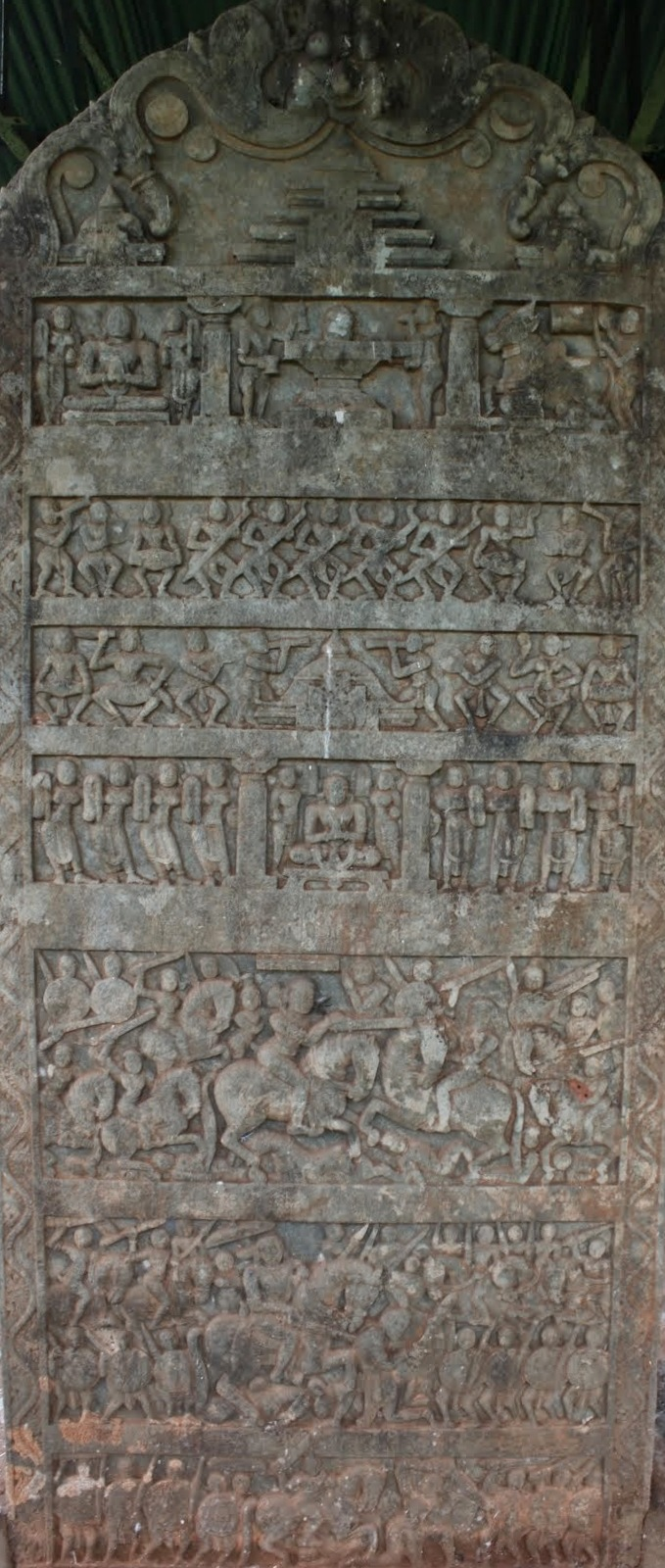
12세기 옛 칸나다어 비문이 새겨진 시다푸르 탈루크의 7개 패널 영웅석, 카르나타카주
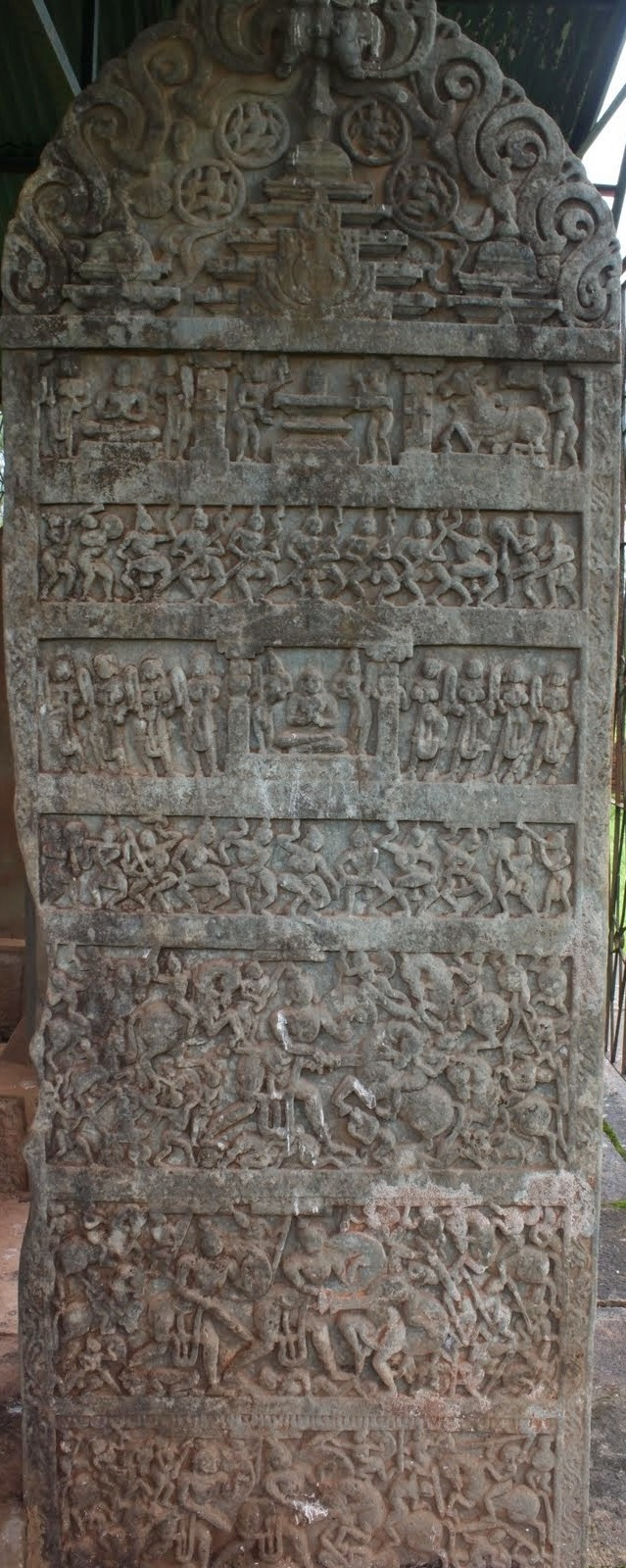
12세기 옛 칸나다어 비문이 새겨진 시다푸르 탈루크의 7개 패널 영웅석, 카르나타카주
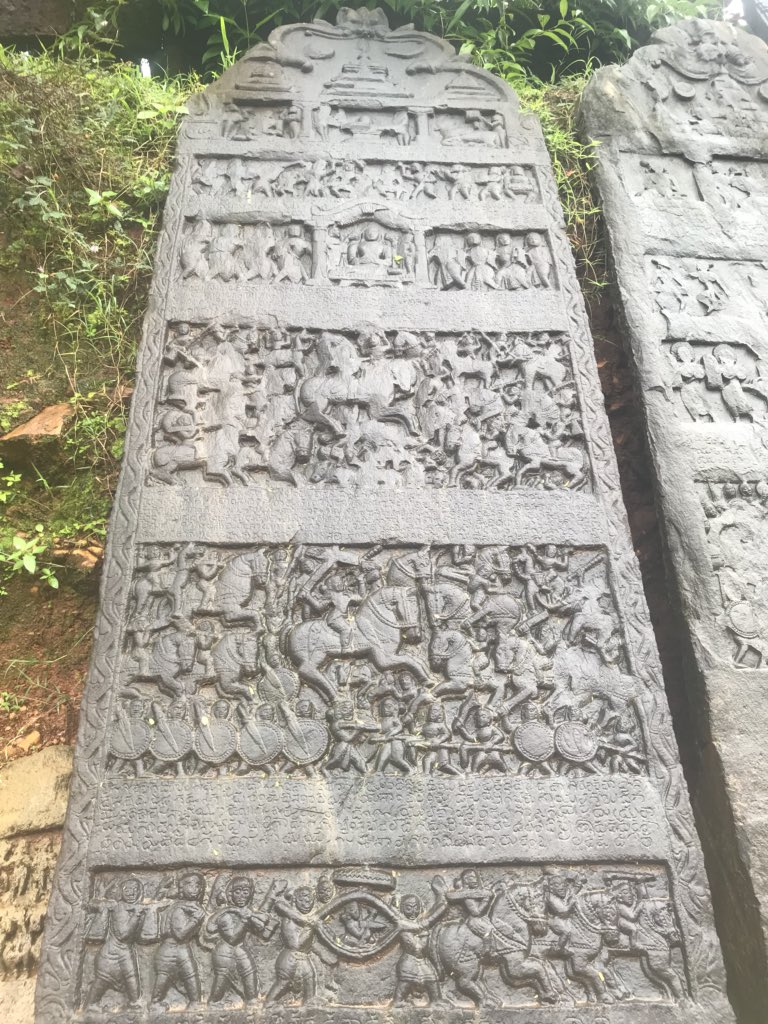
서기 1152년 옛 칸나다어 비문이 새겨진 시모가 탈루크의 7개 패널 영웅석, 카르나타카주
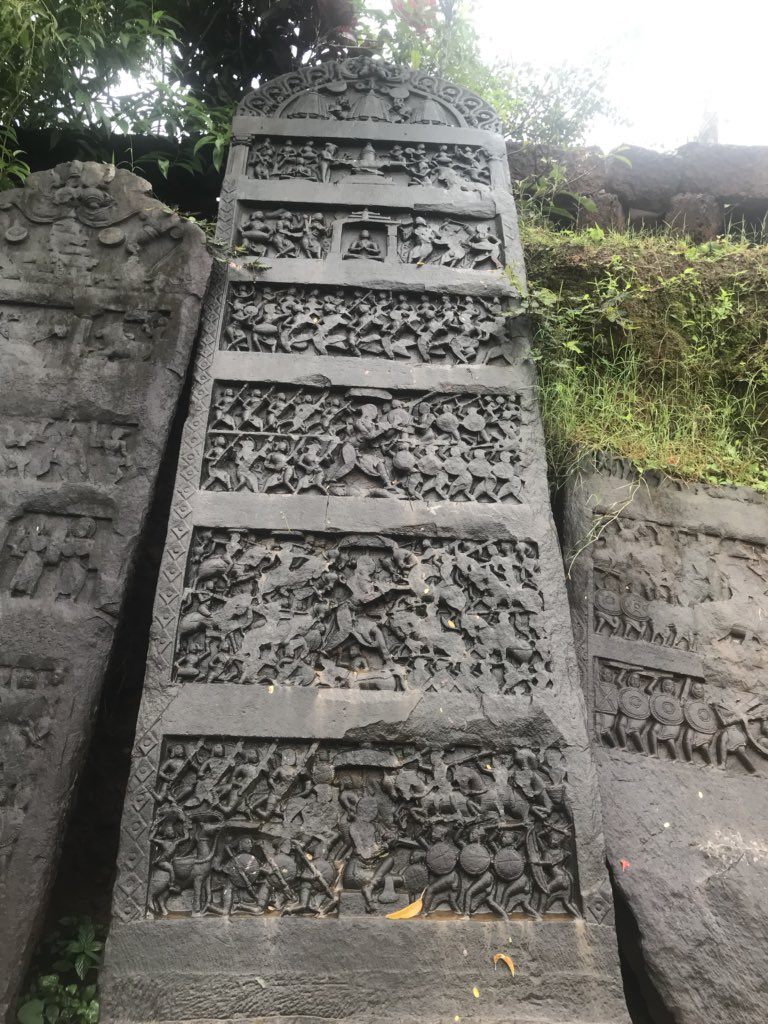
서기 1152년 옛 칸나다어 비문이 새겨진 시모가 탈루크의 7개 패널 영웅석, 카르나타카주
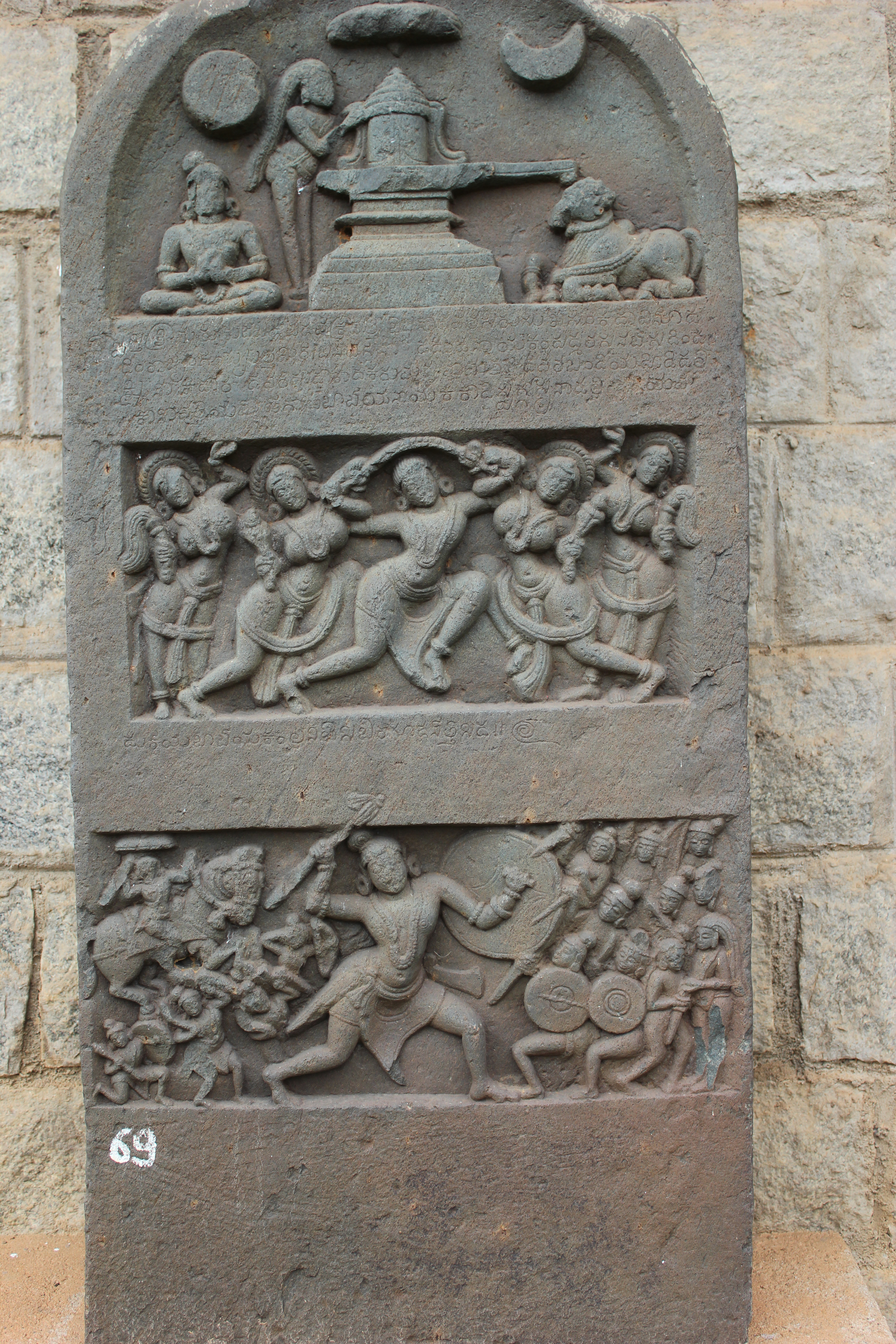
칼라추리 왕 비잘라의 통치 기간인 서기 1160년 옛 칸나다어 비문이 새겨진 시모가구 발리가비 케다레슈바라 사원의 영웅석, 카르나타카주
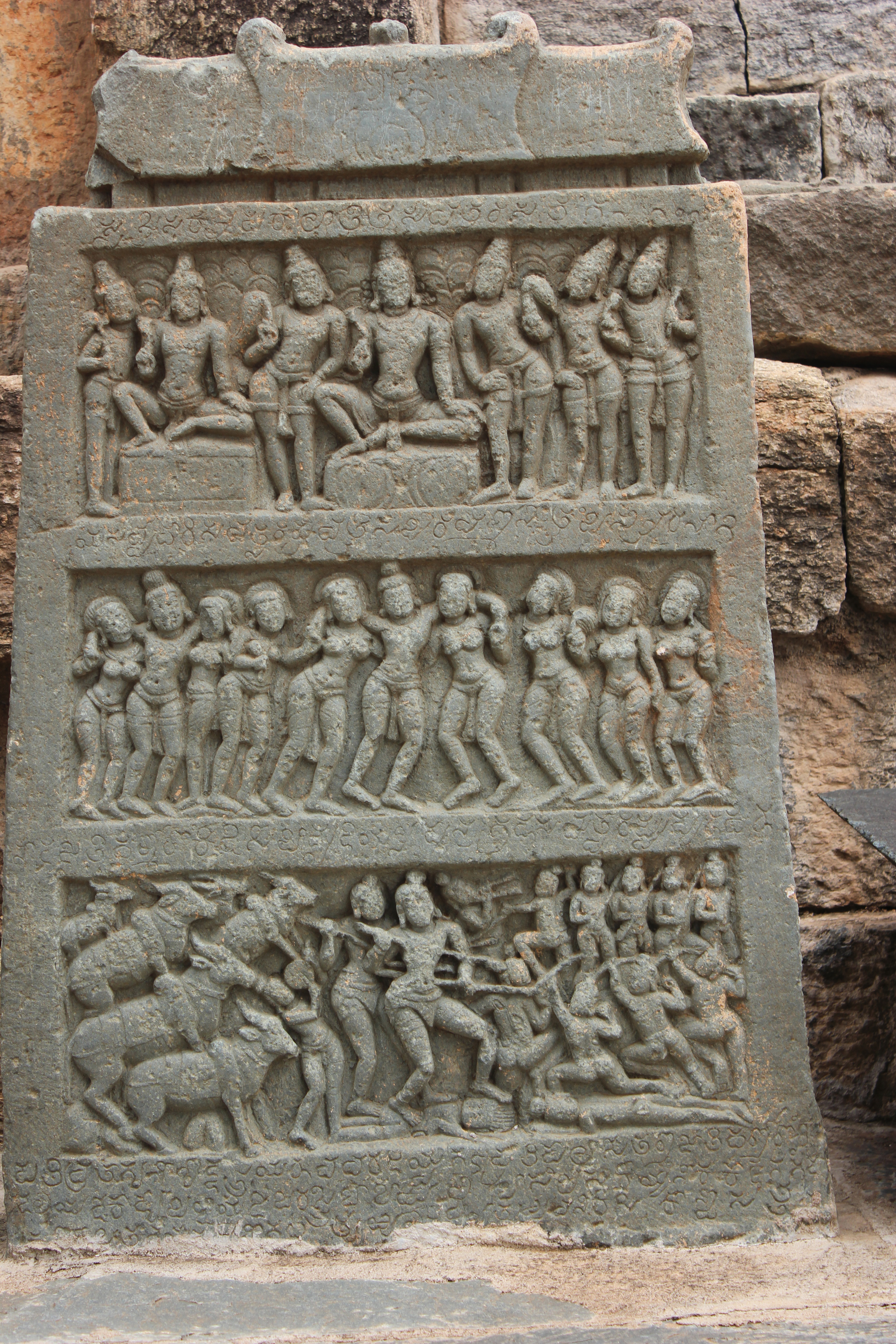
11세기 또는 12세기 옛 칸나다어 비문이 새겨진 다방게레구 바갈리의 칼레슈바라 사원의 영웅석, 카르나타카주
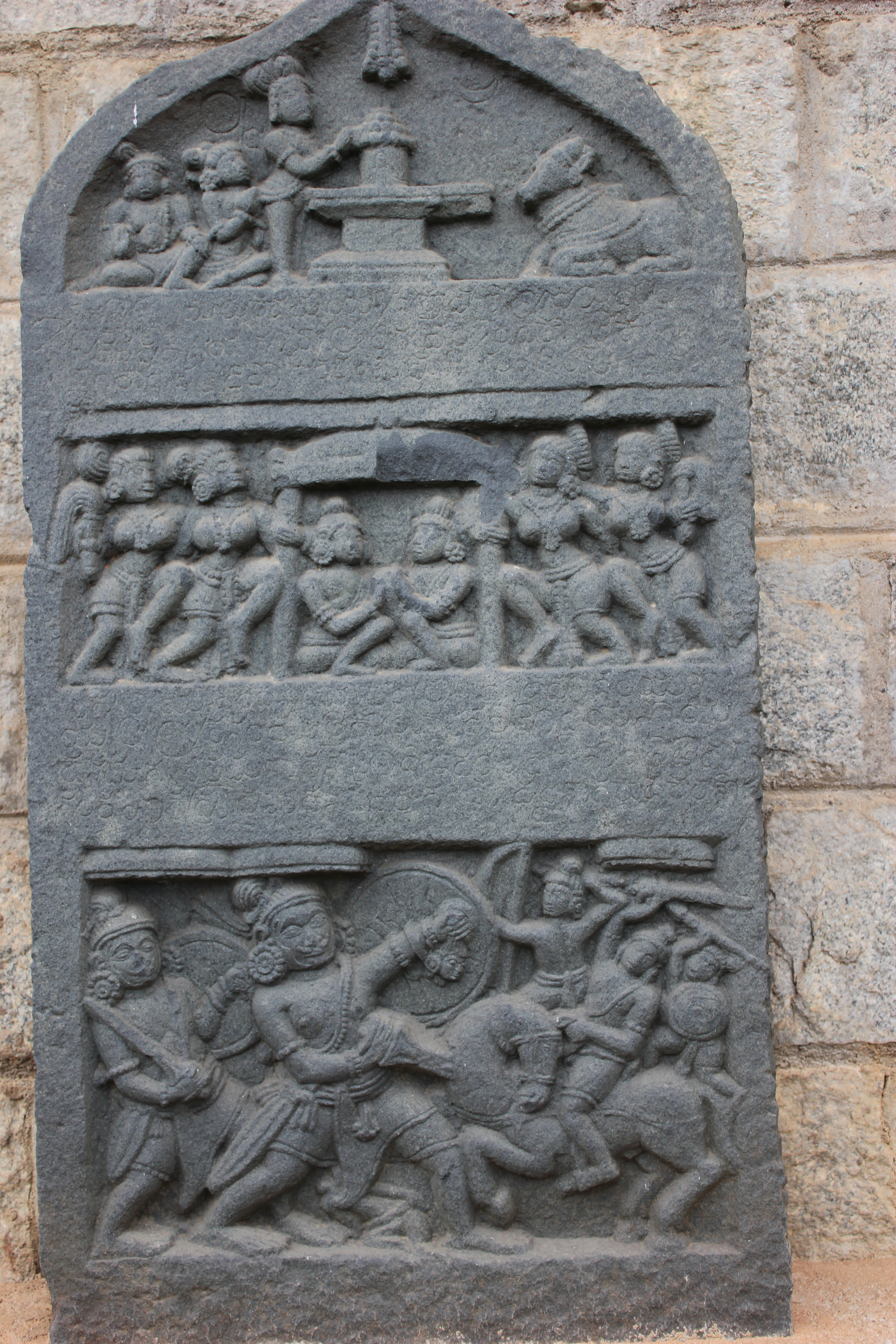
칼라추리 왕 아하바말라의 통치 기간인 서기 1180년 옛 칸나다어 비문이 새겨진 시모가구 발리가비 케다레슈바라 사원의 영웅석, 카르나타카주
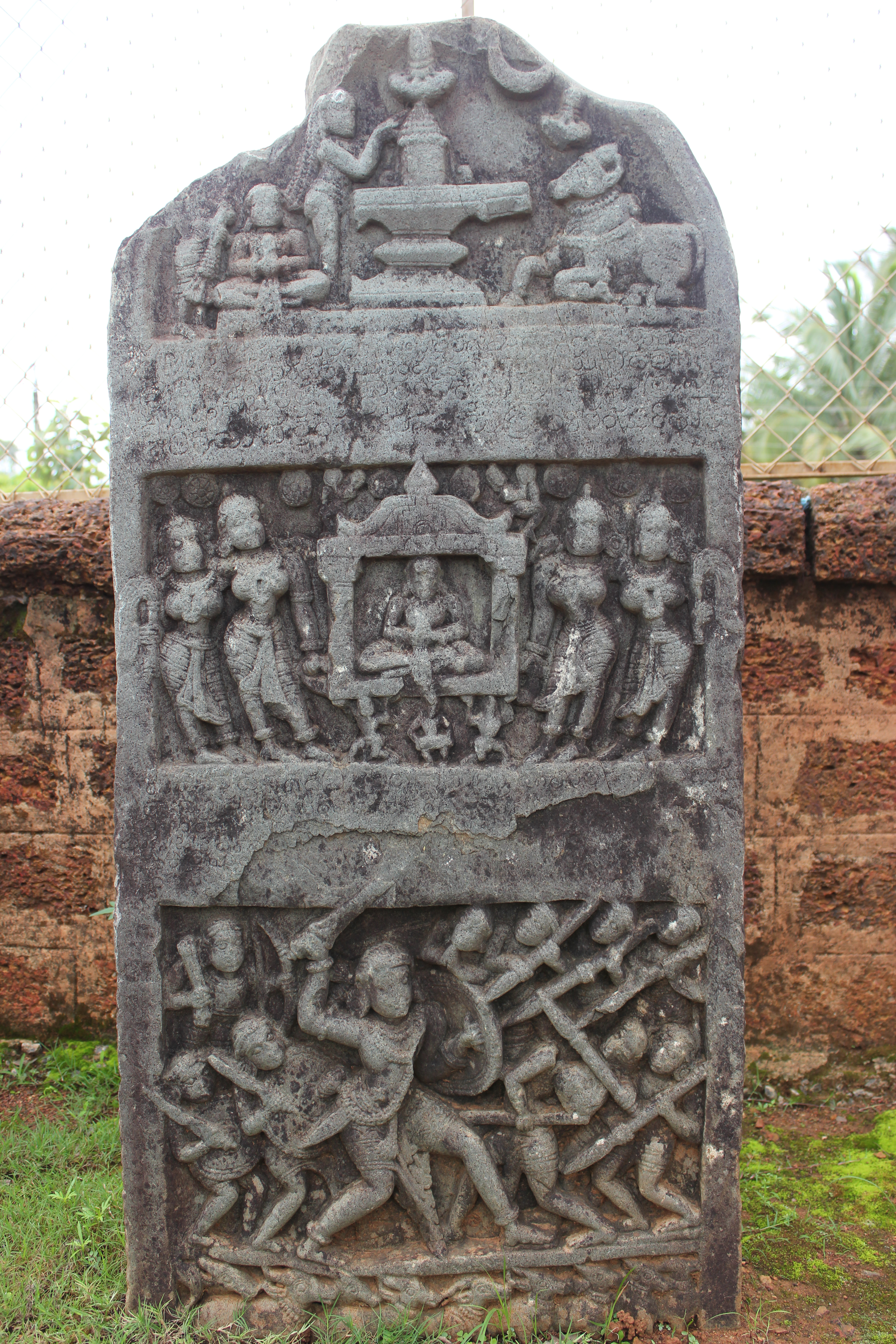
야다바 왕 싱가나 2세의 통치 기간인 서기 1235년 옛 칸나다어 비문이 새겨진 시모가구 쿠바투르의 카이타베슈바라 사원의 영웅석, 카르나타카주
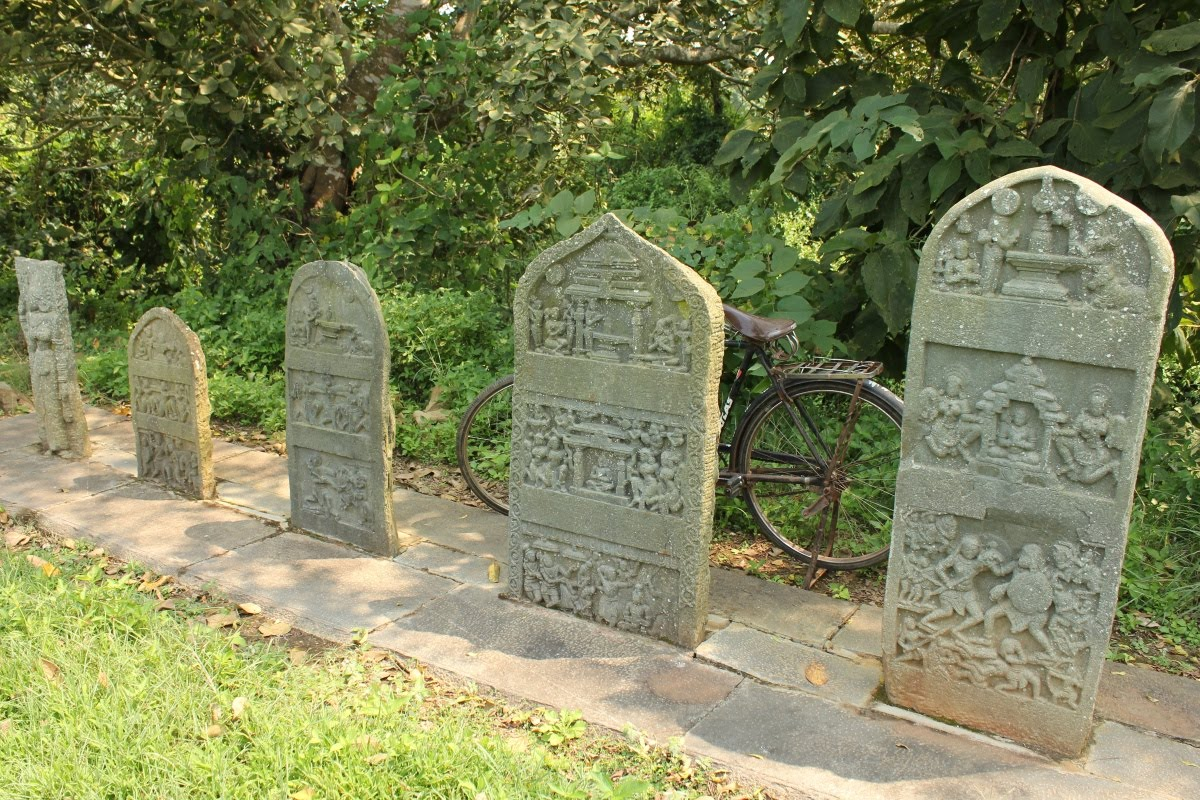
10세기 옛 칸나다어 비문이 새겨진 트리무르티 나라야나 구디의 영웅석, 카르나타카주
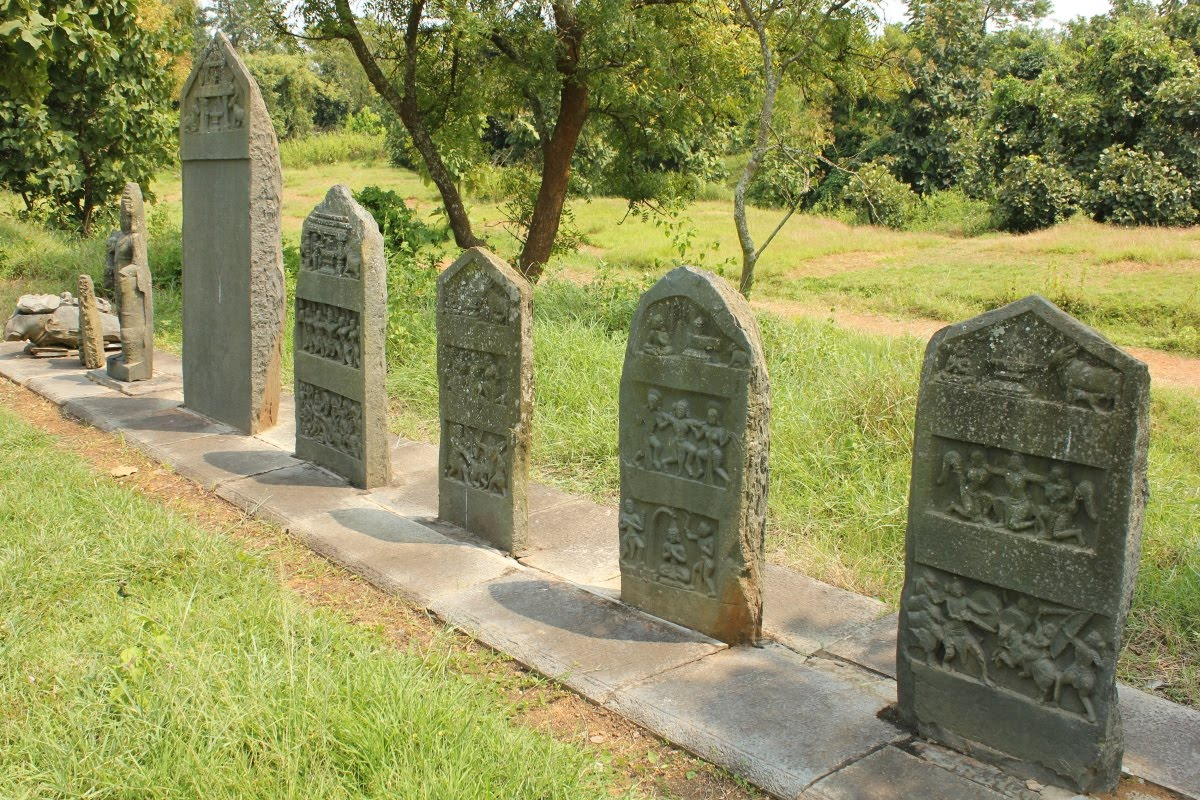
10세기 옛 칸나다어 비문이 새겨진 트리무르티 나라야나 구디의 영웅석, 카르나타카주
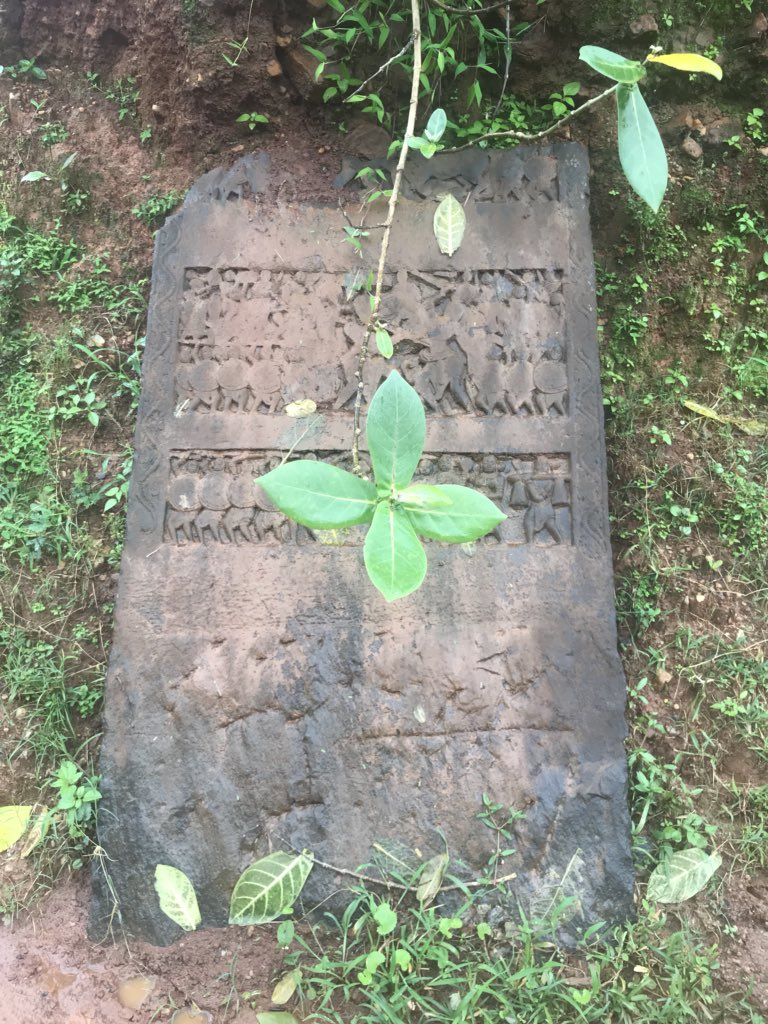
서기 1152년 옛 칸나다어 비문이 새겨진 영웅석, 시모가구, 카르나타카
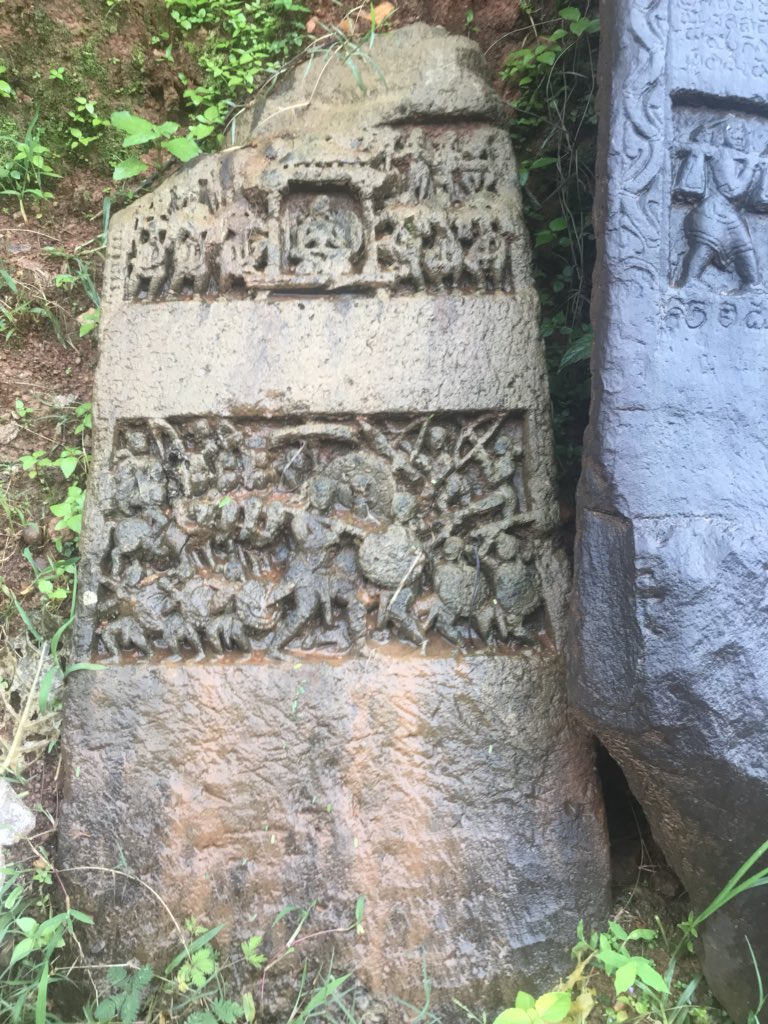
서기 1152년 옛 칸나다어 비문이 새겨진 영웅석, 시모가구, 카르나타카
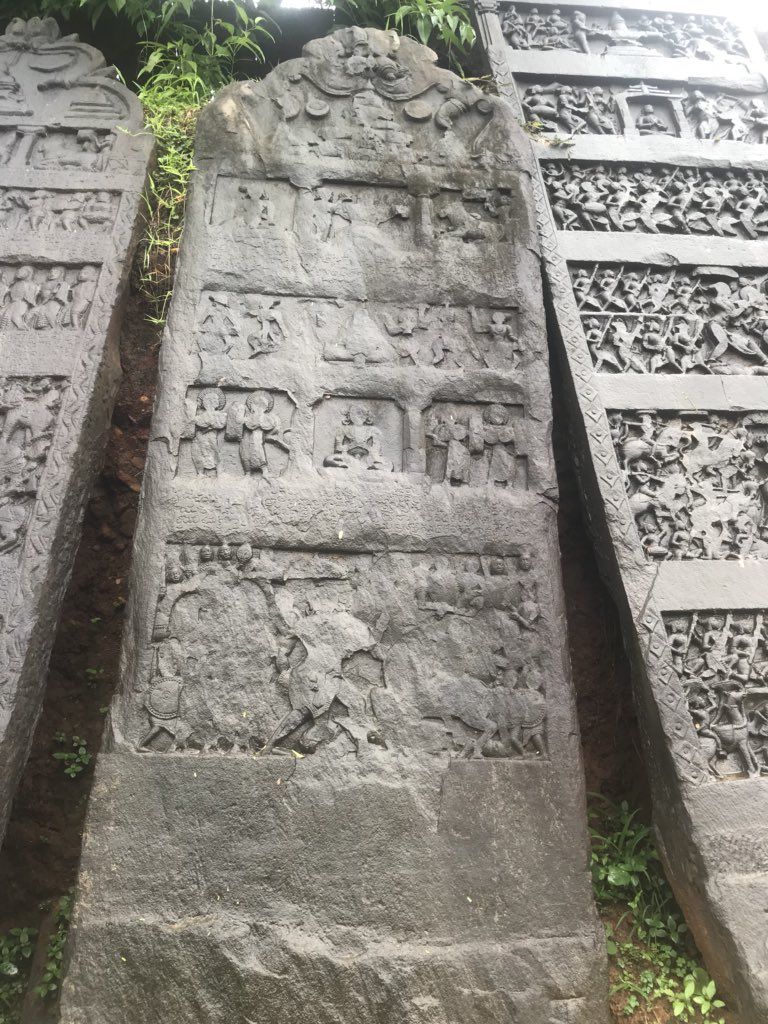
서기 1152년 옛 칸나다어 비문이 새겨진 영웅석, 시모가구, 카르나타카
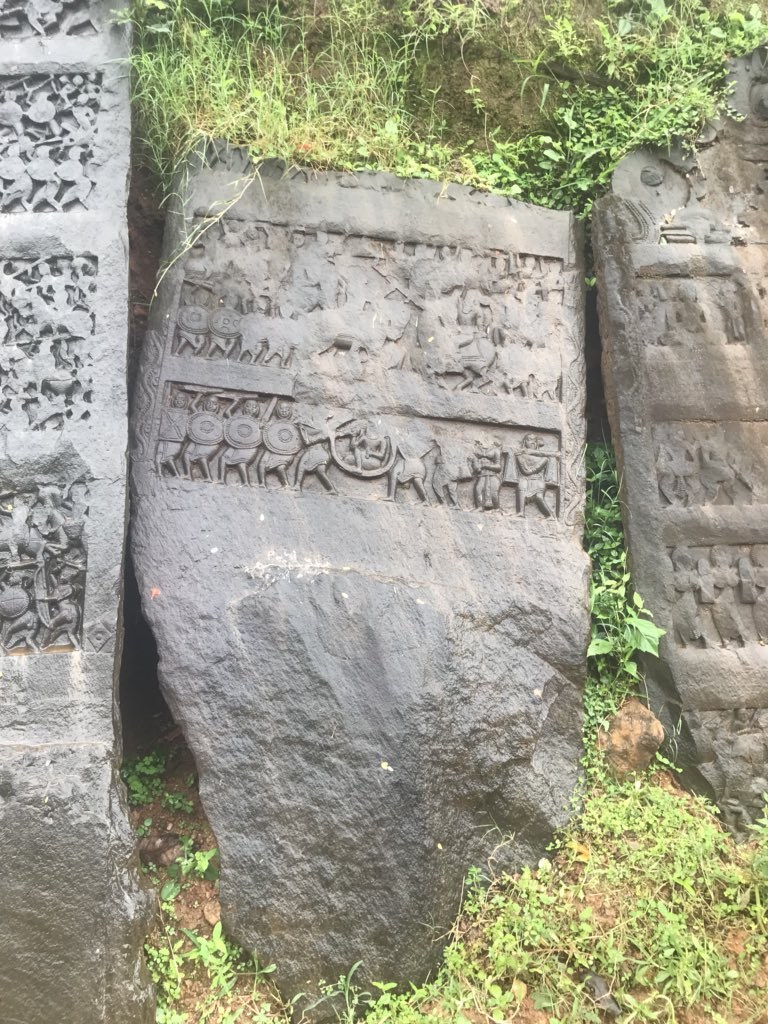
서기 1152년 옛 칸나다어 비문이 새겨진 영웅석, 시모가구, 카르나타카
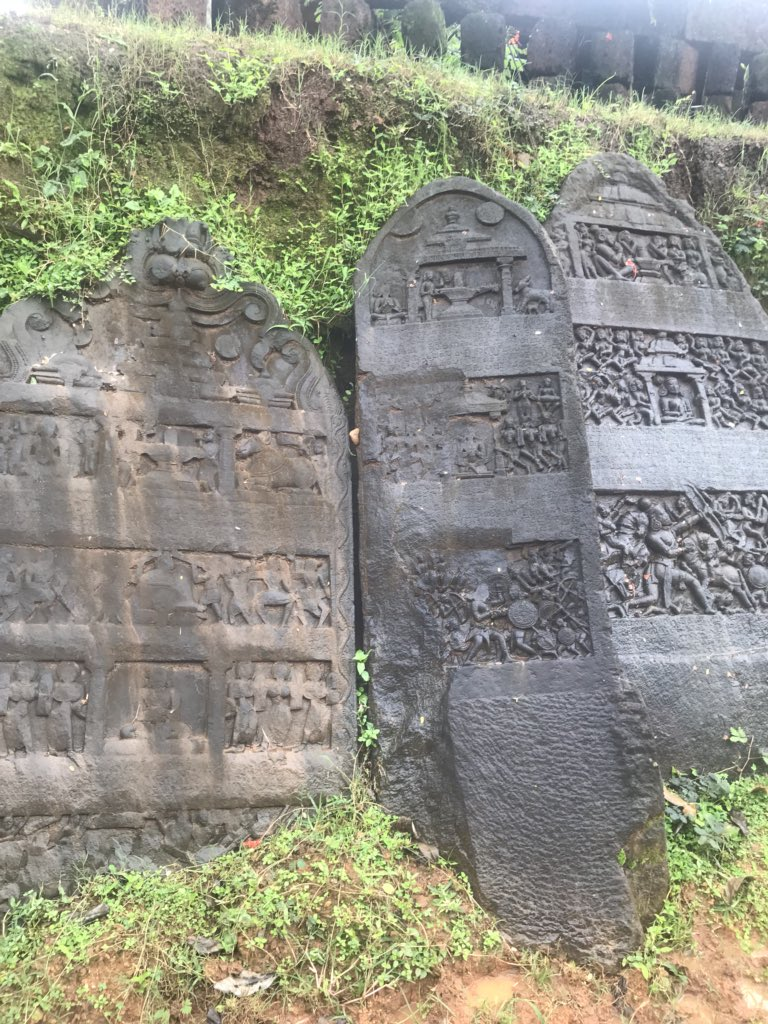
서기 1152년 옛 칸나다어 비문이 새겨진 영웅석, 시모가구, 카르나타카
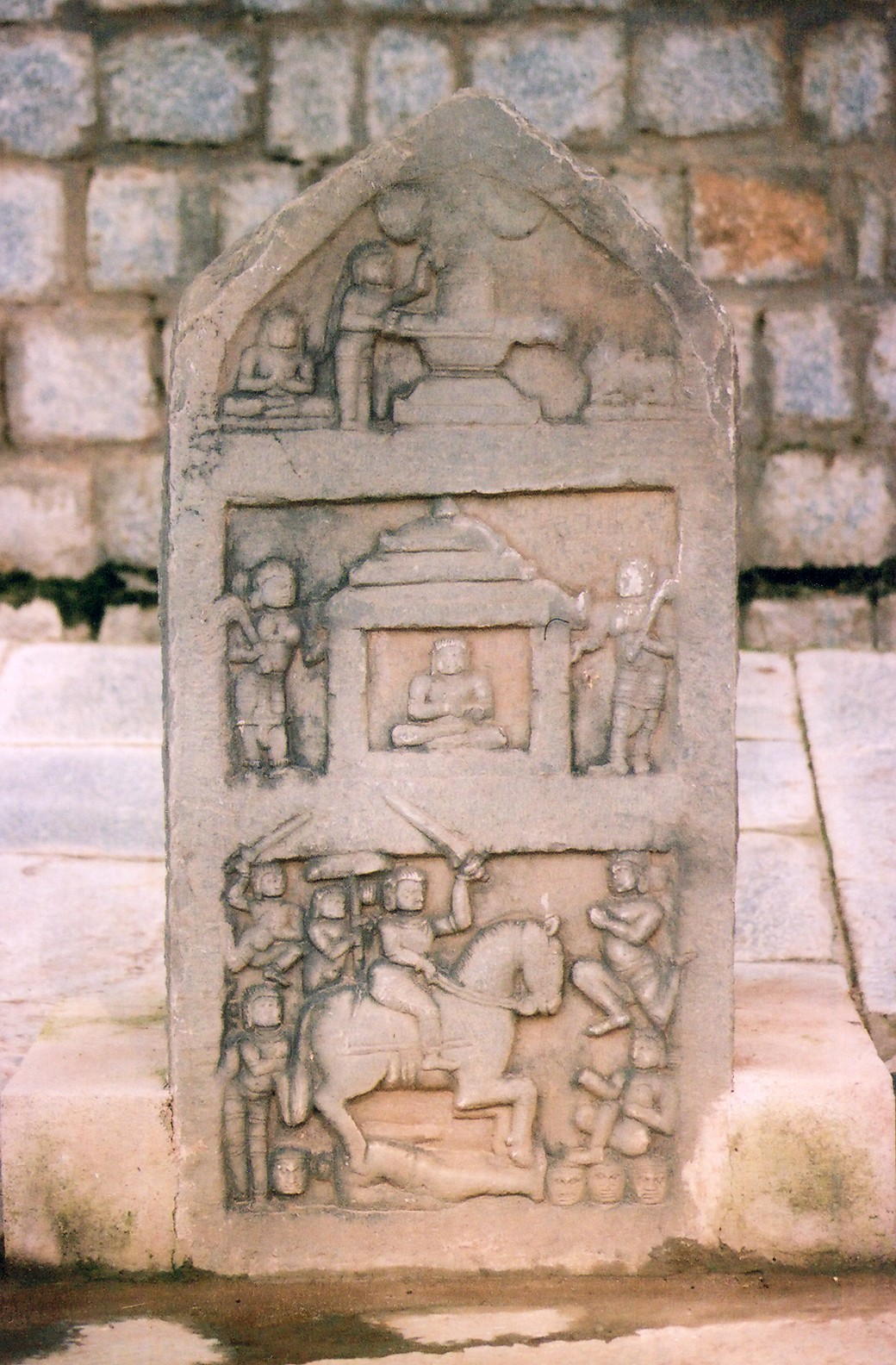
후기 찰루키아 시대의 영웅석, 하베리구 하베리 시데슈바라 사원, 카르나타카주
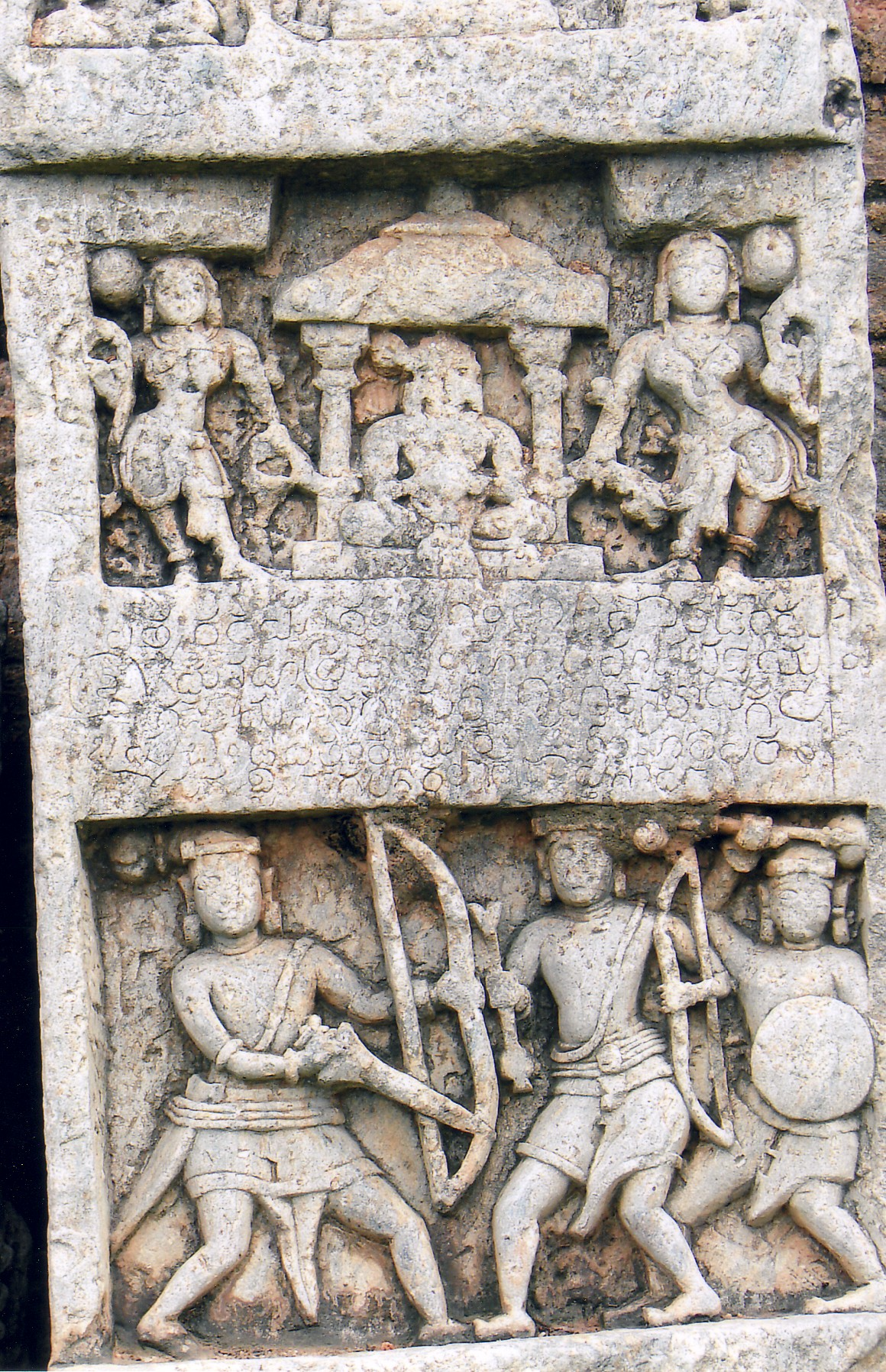
서기 1220년 옛 칸나다어 비문이 새겨진 영웅석, 아라시케레, 카르나타카주
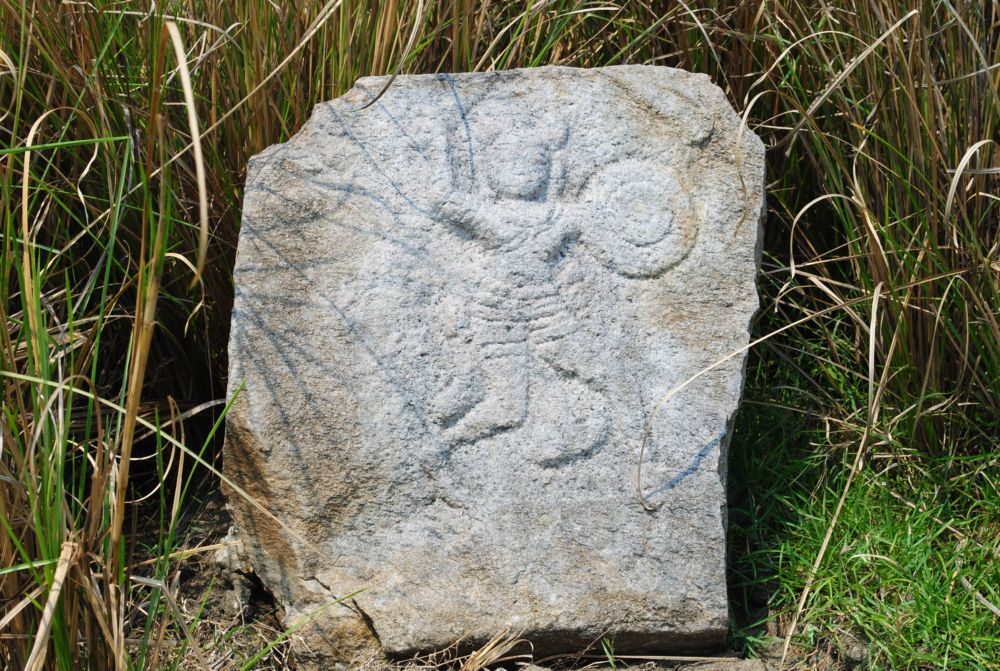
무루가만갈람 영웅석, 타밀나두주
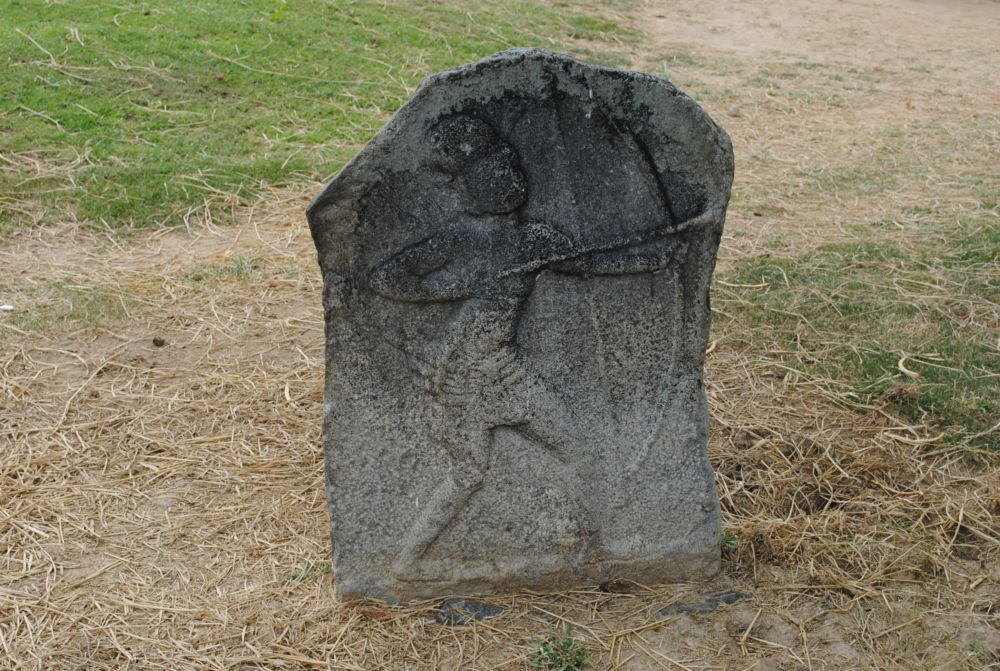
나라싱가 푸람 영웅석, 서기 12세기, 타밀나두주
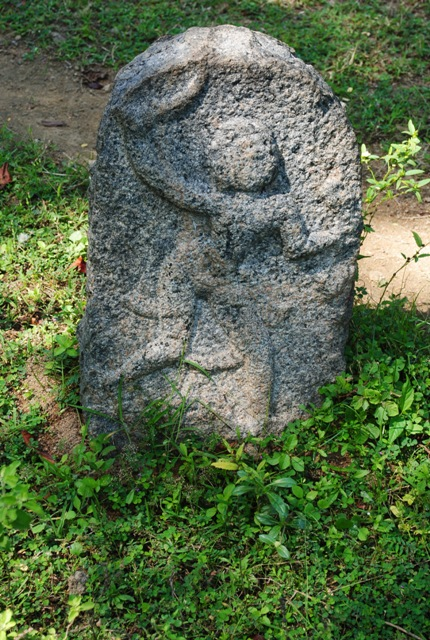
탓참파디 영웅석, 타밀나두주
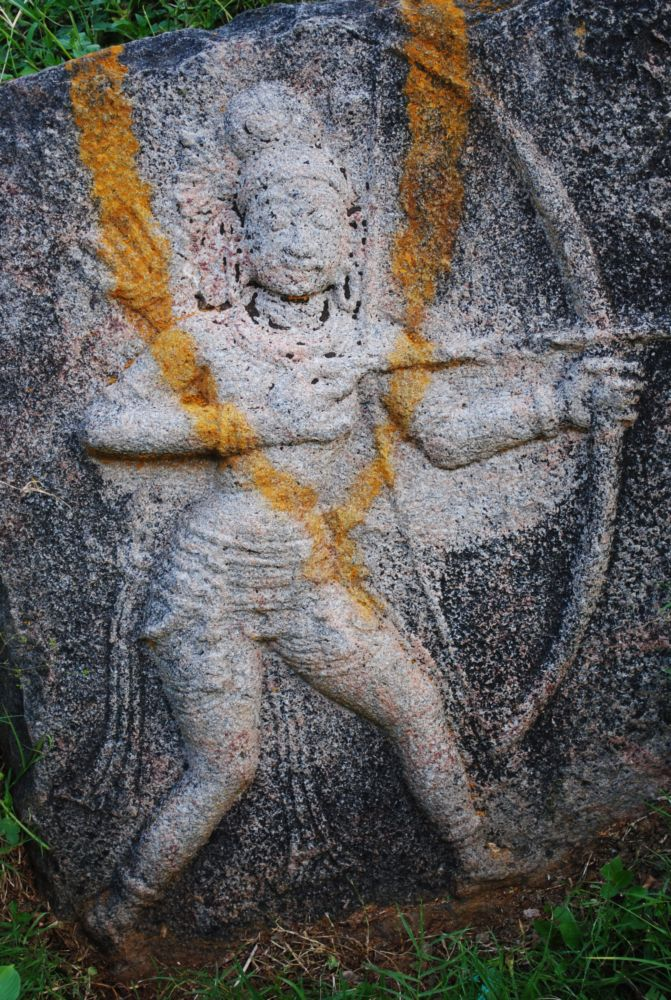
올라카라바디 영웅석, 서기 12세기, 타밀나두주
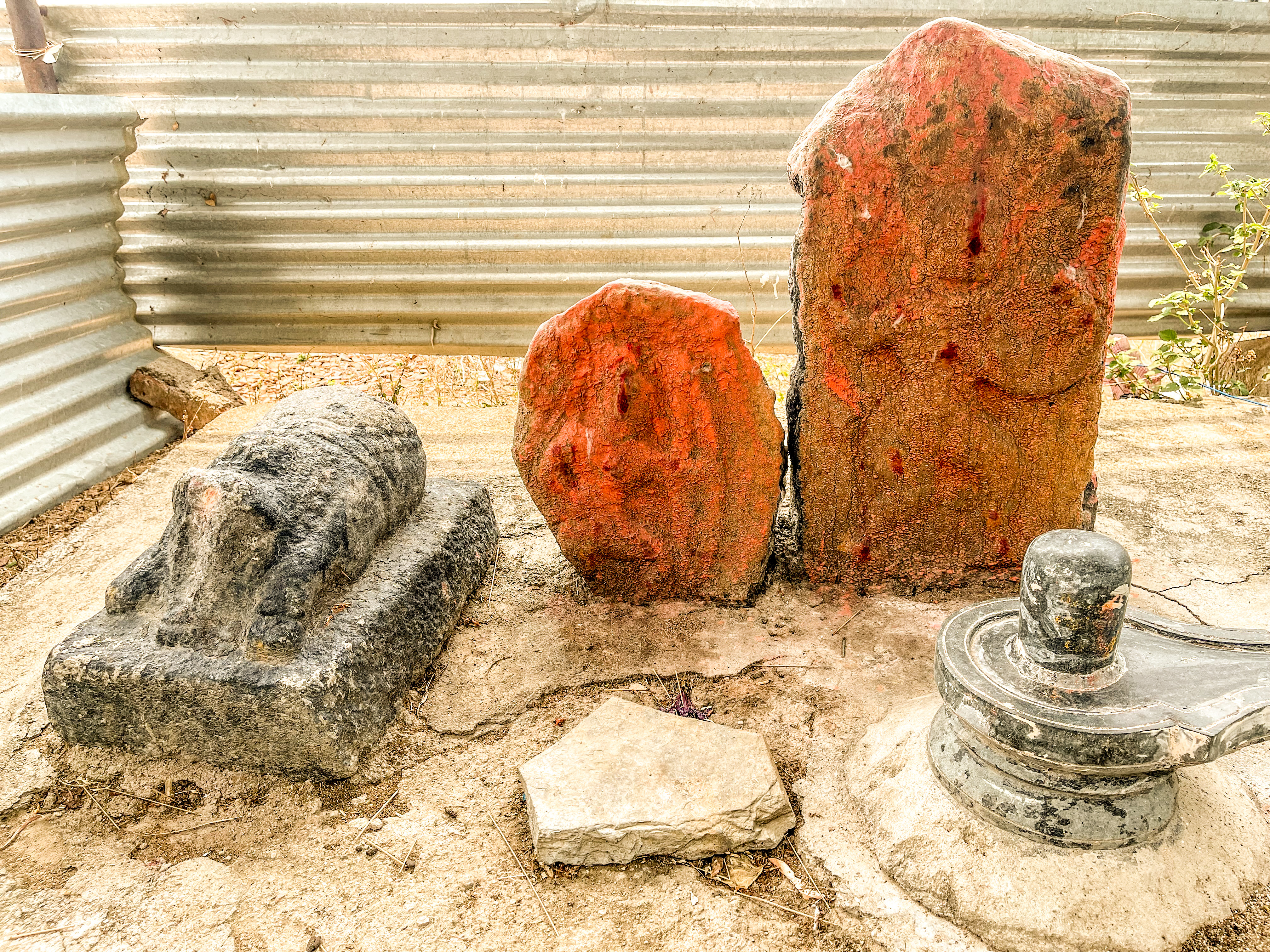
텔랑가나주 코타팔리 니자마바드구의 두 영웅석
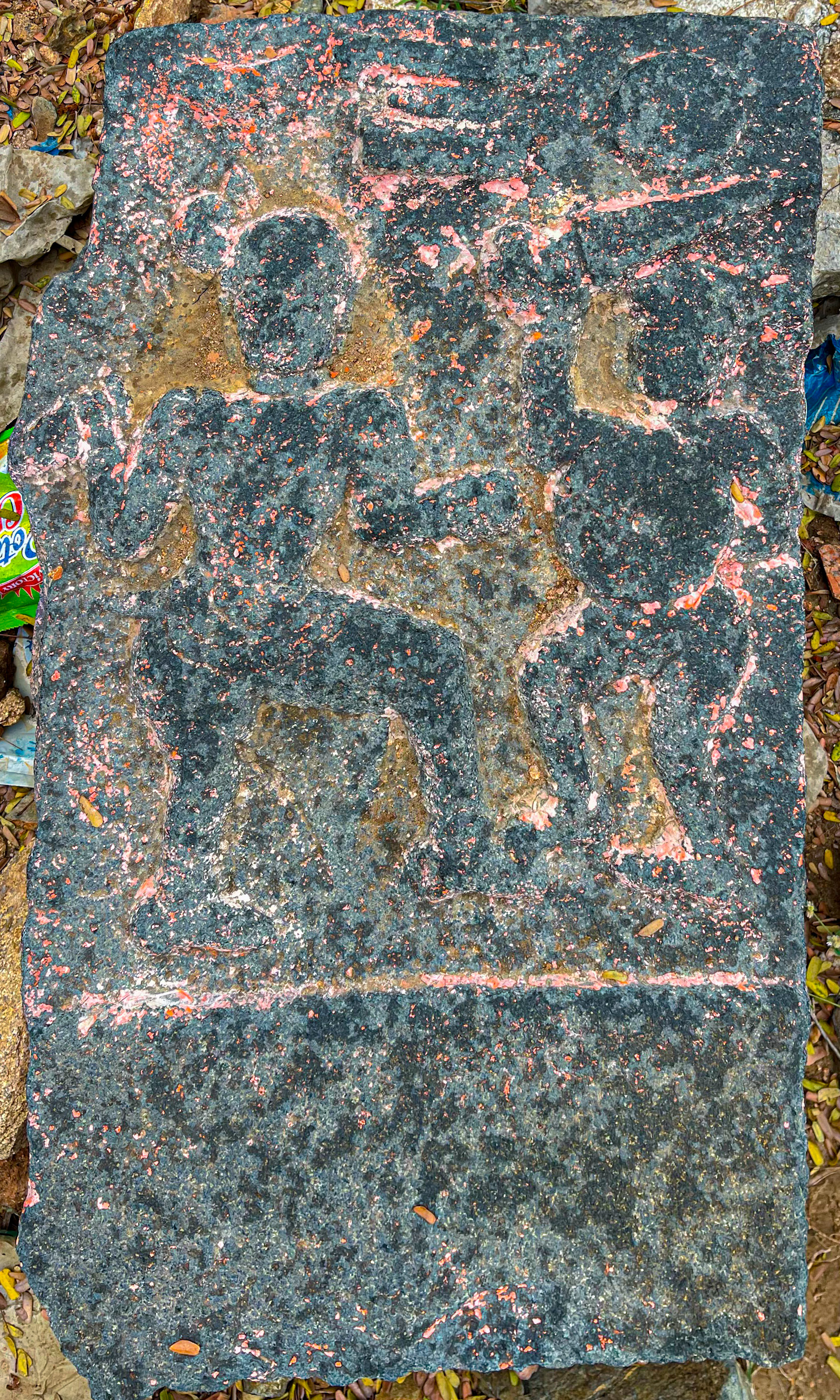
고다바리 강변에서 발견된 영웅석, 타드파칼 니자마바드구, 텔랑가나주
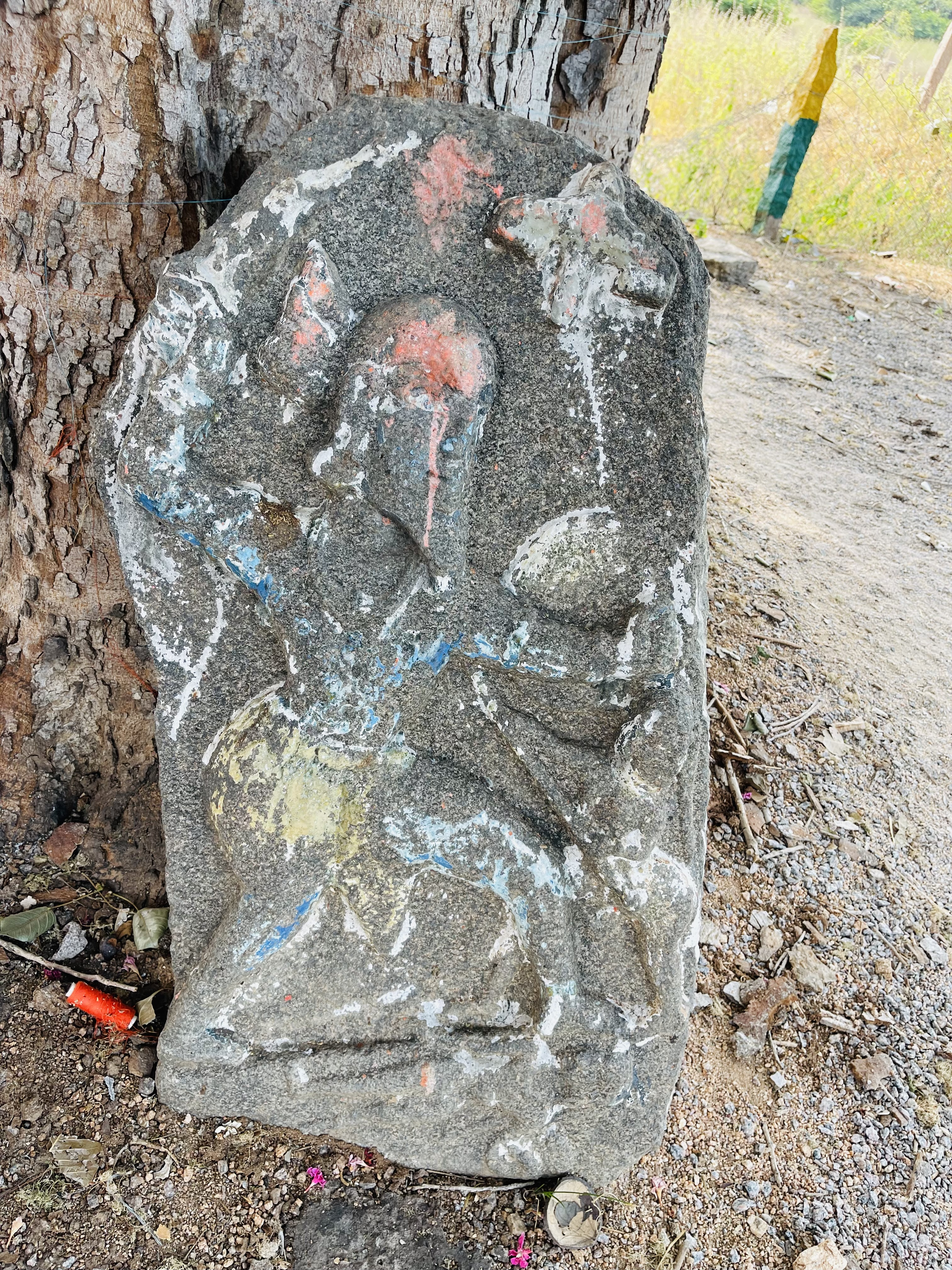
텔랑가나주 자기티알구 말라푸르 마을에서 발견된 영웅석
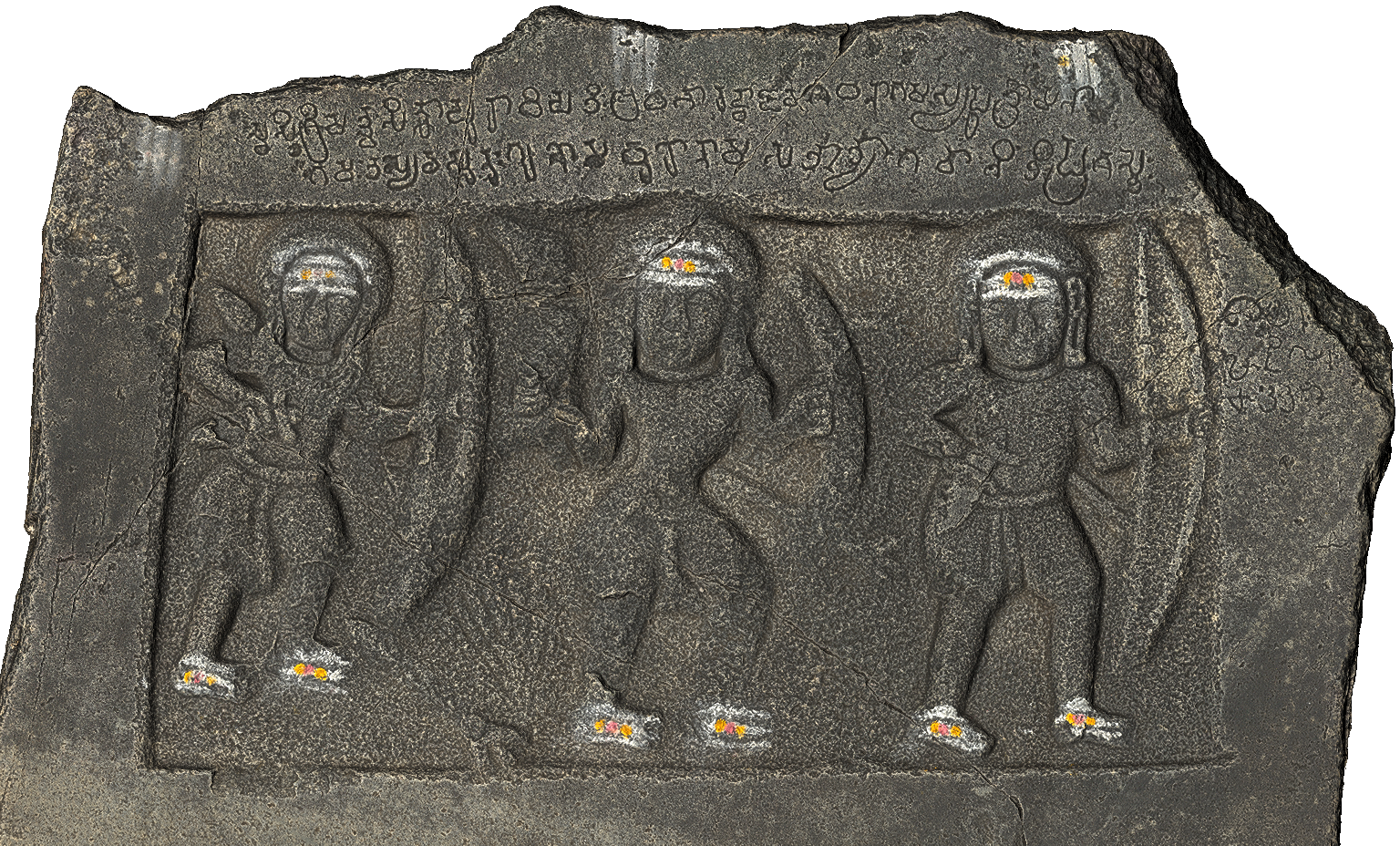
타마타칼 500CE 구나마두라 영웅석 3D 스캔 이미지
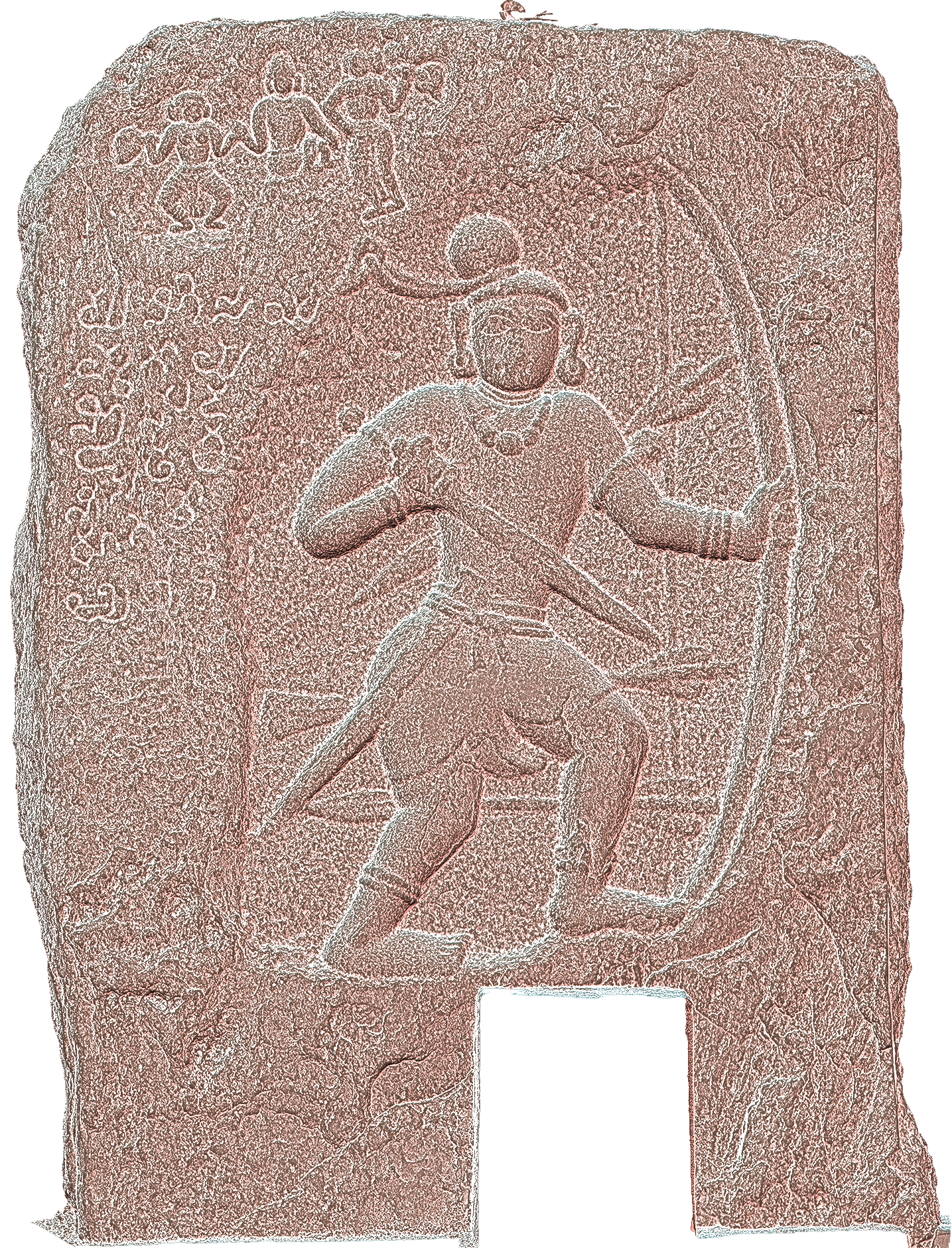
마라수루 마디발라 9세기 푸니세얌마 영웅석 3D 스캔 이미지
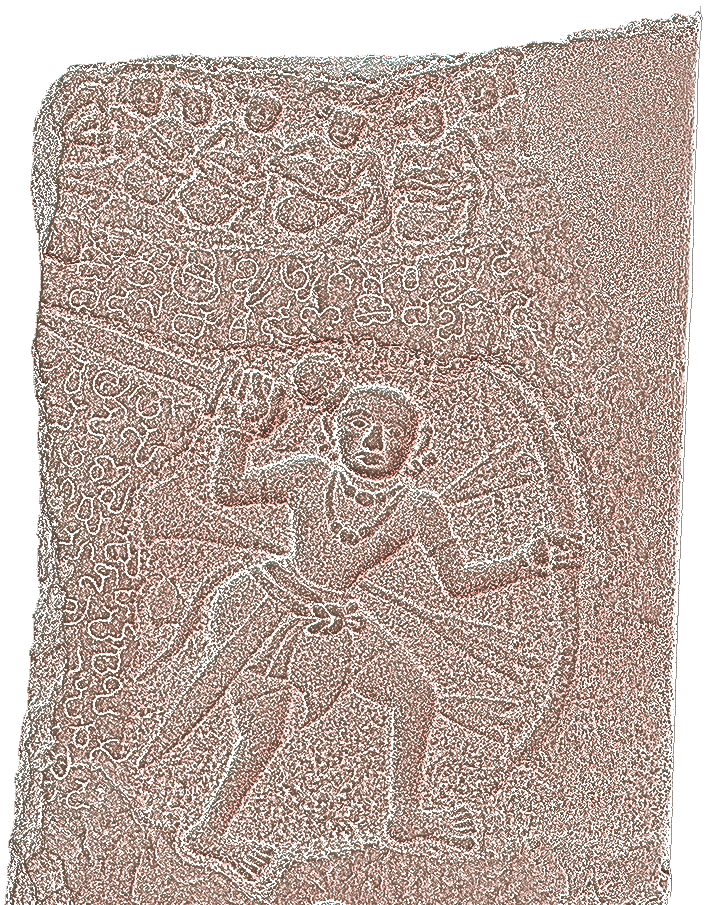
마라수루 마디발라 10세기 부투가 "이리바베덴가" 영웅석
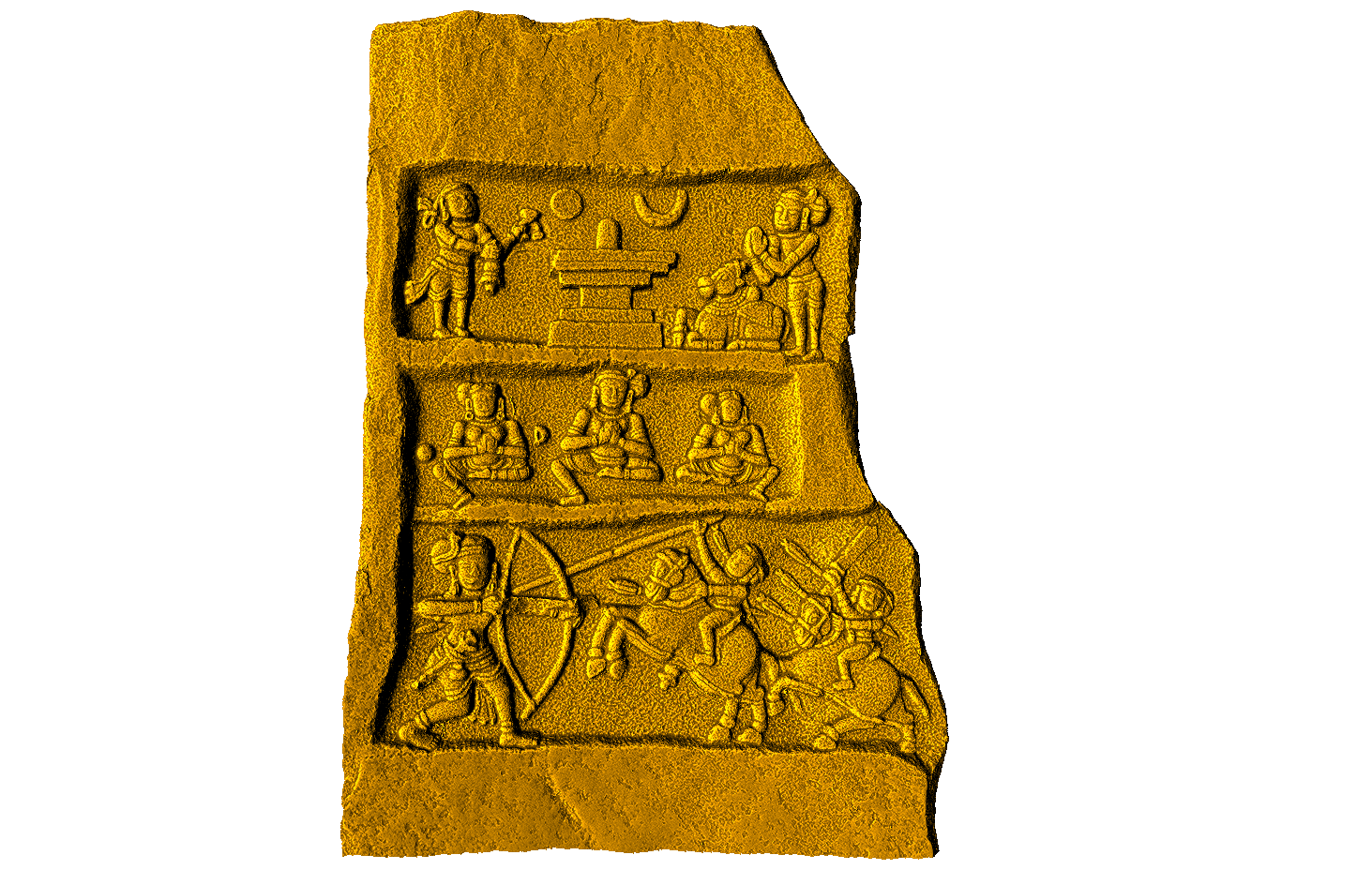
굴라카말레 영웅석 3D 스캔 이미지
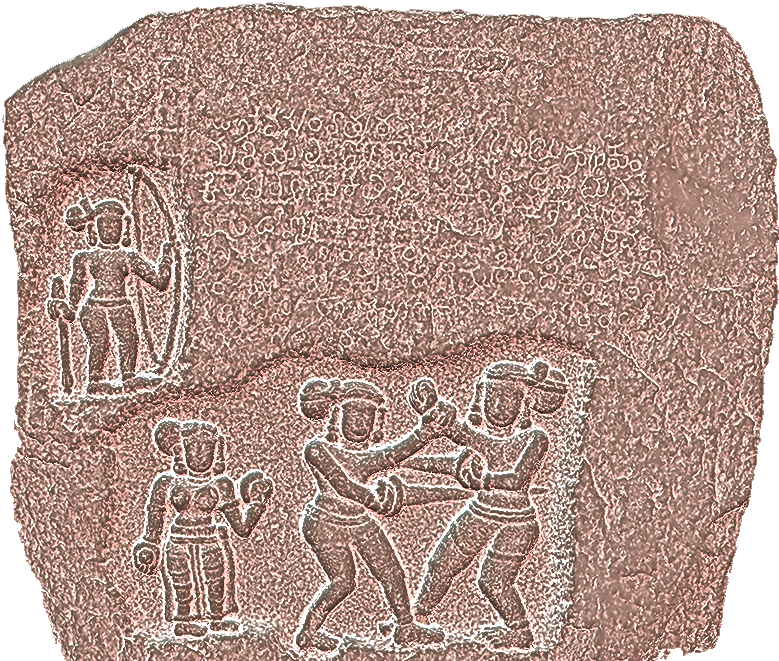
굴라카말레 14세기 켐판나 영웅석 3D 스캔 이미지
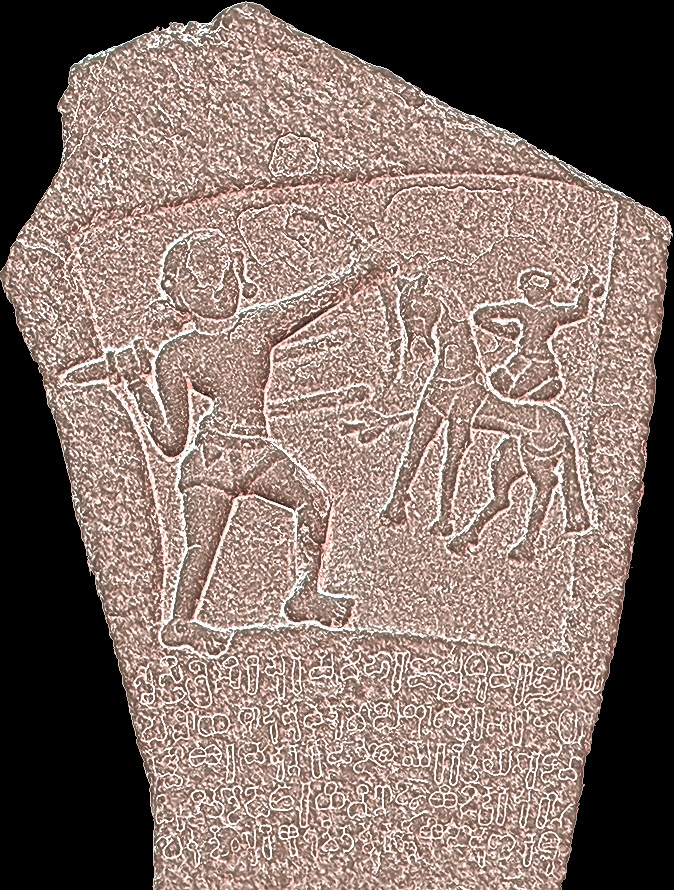
헤발-키타야 영웅석 비문 3D 스캔 이미지

## 같이 보기
- 팔리아

## 참고 문헌
- Singh, Upinder (2009). 《A History of Ancient and Early Medieval India:From the Stone Age to the 12th Century》. India: Pearsons Education. ISBN 978-81-317-1120-0.
- Altekar, Anant Sadashiv (1934) [1934]. 《The Rashtrakutas And Their Times; being a political, administrative, religious, social, economic and literary history of the Deccan during C. 750 A.D. to C. 1000 A.D》. Poona: Oriental Book Agency. OCLC 3793499.